# Eisenhut
Die Pflanzengattung Eisenhut (Aconitum), auch Sturmhut, Akonit, früher auch Wolfswurz genannt, gehört zur Familie der Hahnenfußgewächse (Ranunculaceae).
Der deutschsprachige Trivialname Eisenhut leitet sich von der helmartigen Blütenform ab. Der Blaue Eisenhut (Aconitum napellus) wurde 2005 zur Giftpflanze des Jahres gewählt.

## Beschreibung

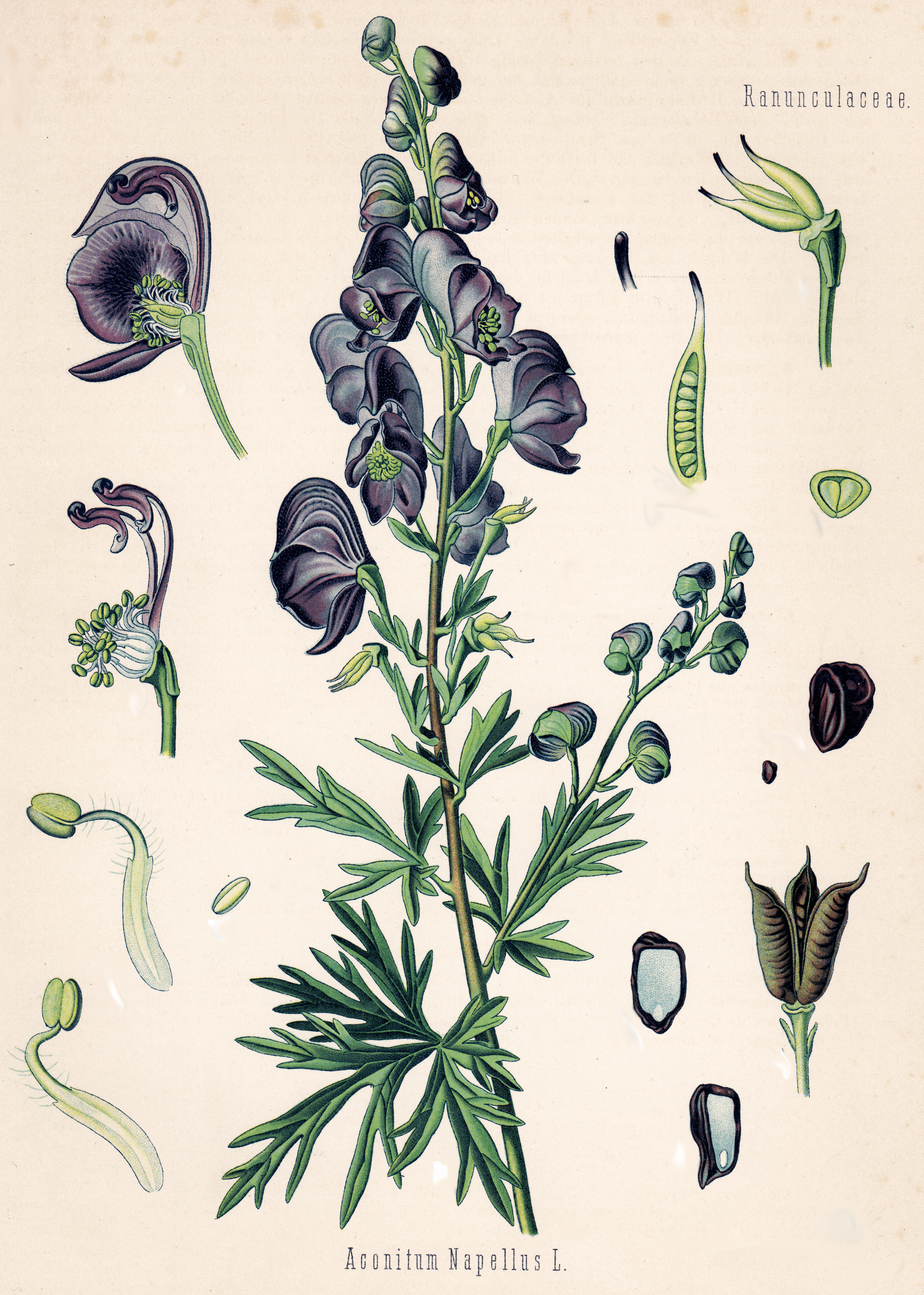
Illustration des Blauen Eisenhutes (Aconitum napellus) in Köhler’s Medizinal-Pflanzen, Gera 1887, Band I, Nr. 72

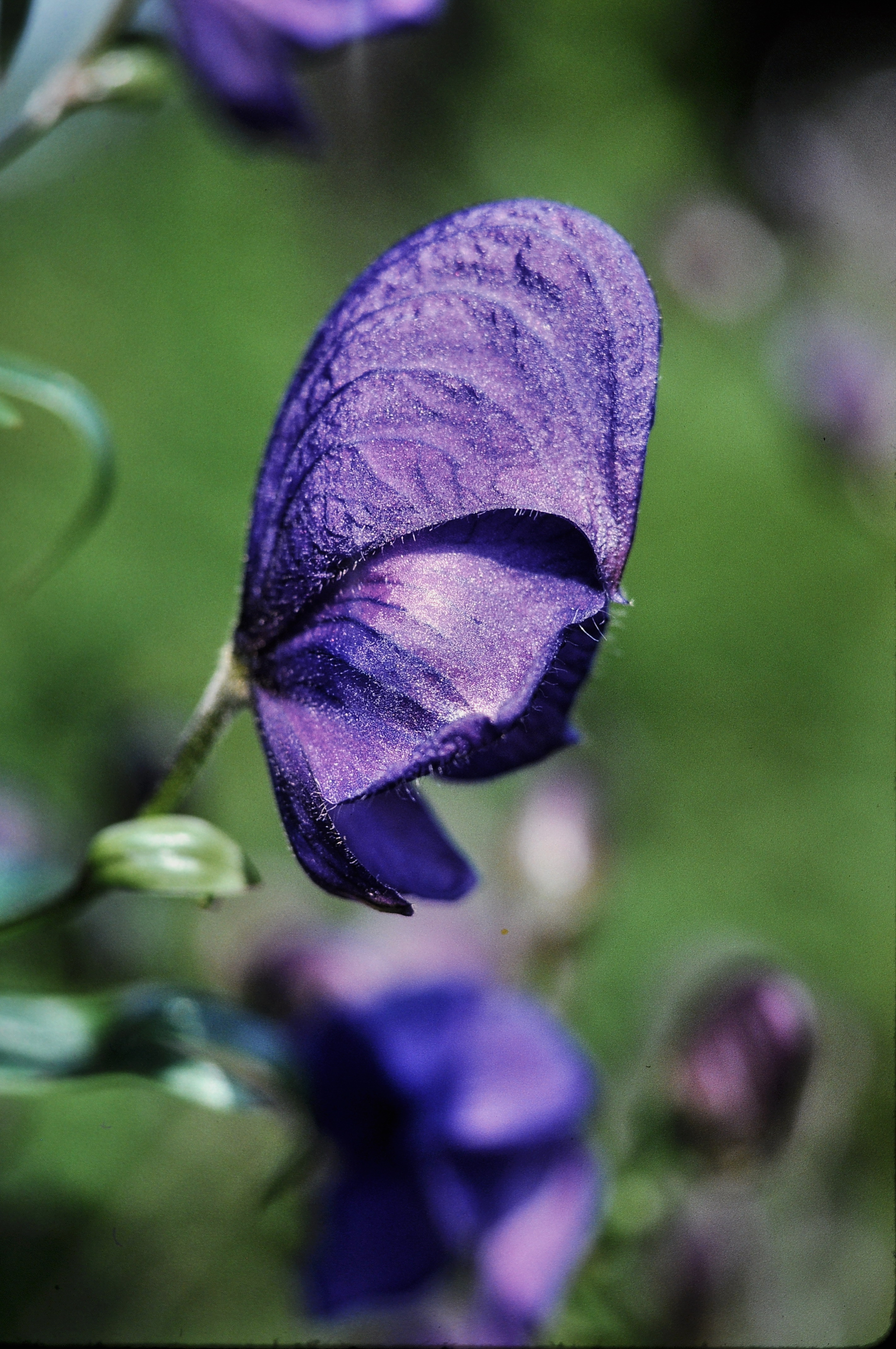
Blüte des Blauen Eisenhutes (Aconitum napellus)

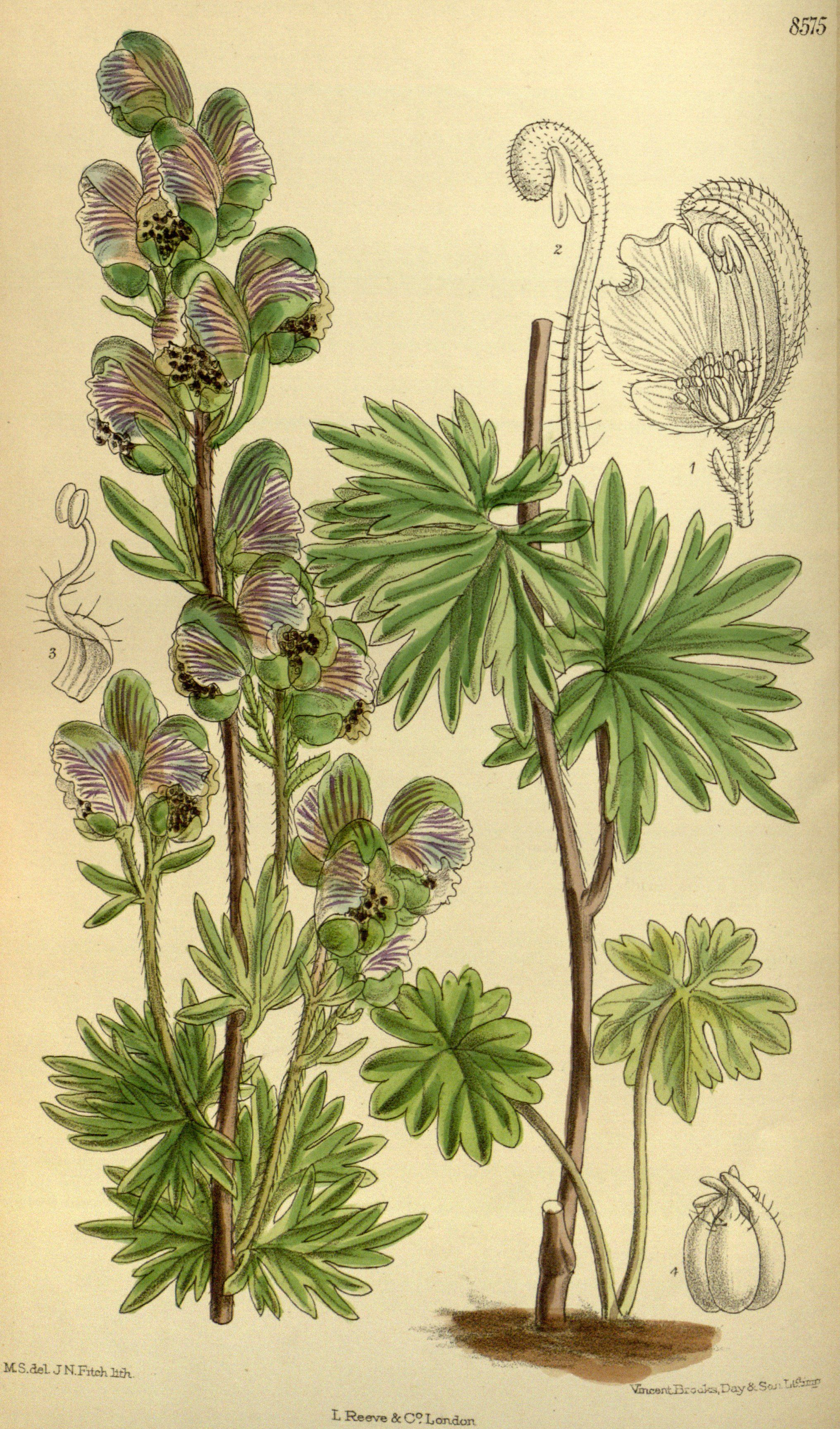
Illustration von Aconitum rotundifolium

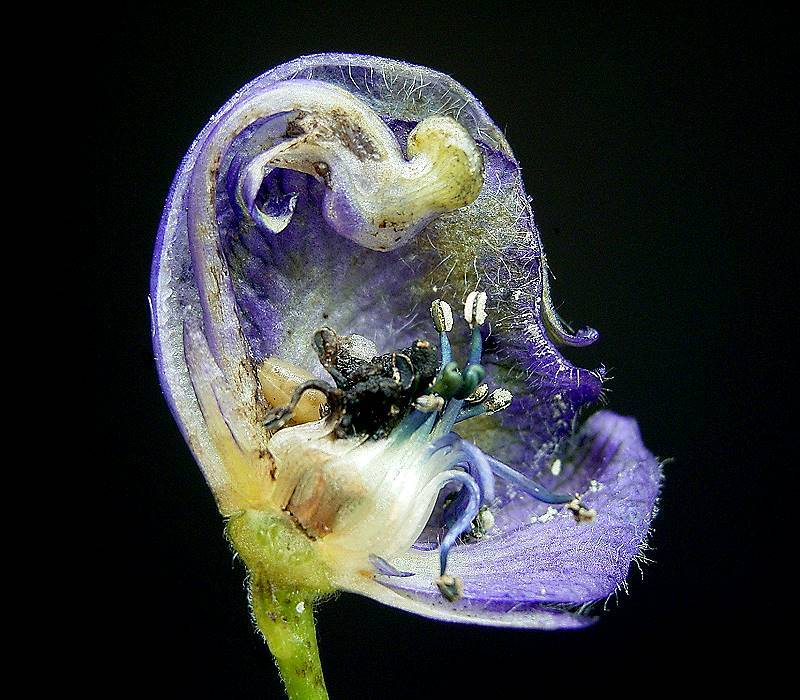
Nektarblätter des Blauen Eisenhuts im helmförmigen Kelchblatt – der Nektar ist nur für langrüsselige Hummelarten zugänglich

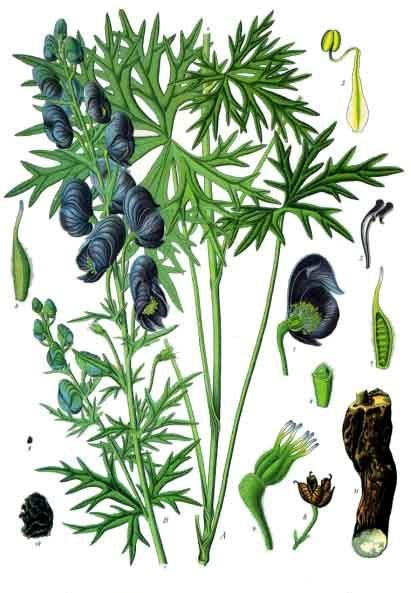
Illustration aus Köhler’s Medizinal-Pflanzen des Himalaya-Eisenhutes (Aconitum ferox)

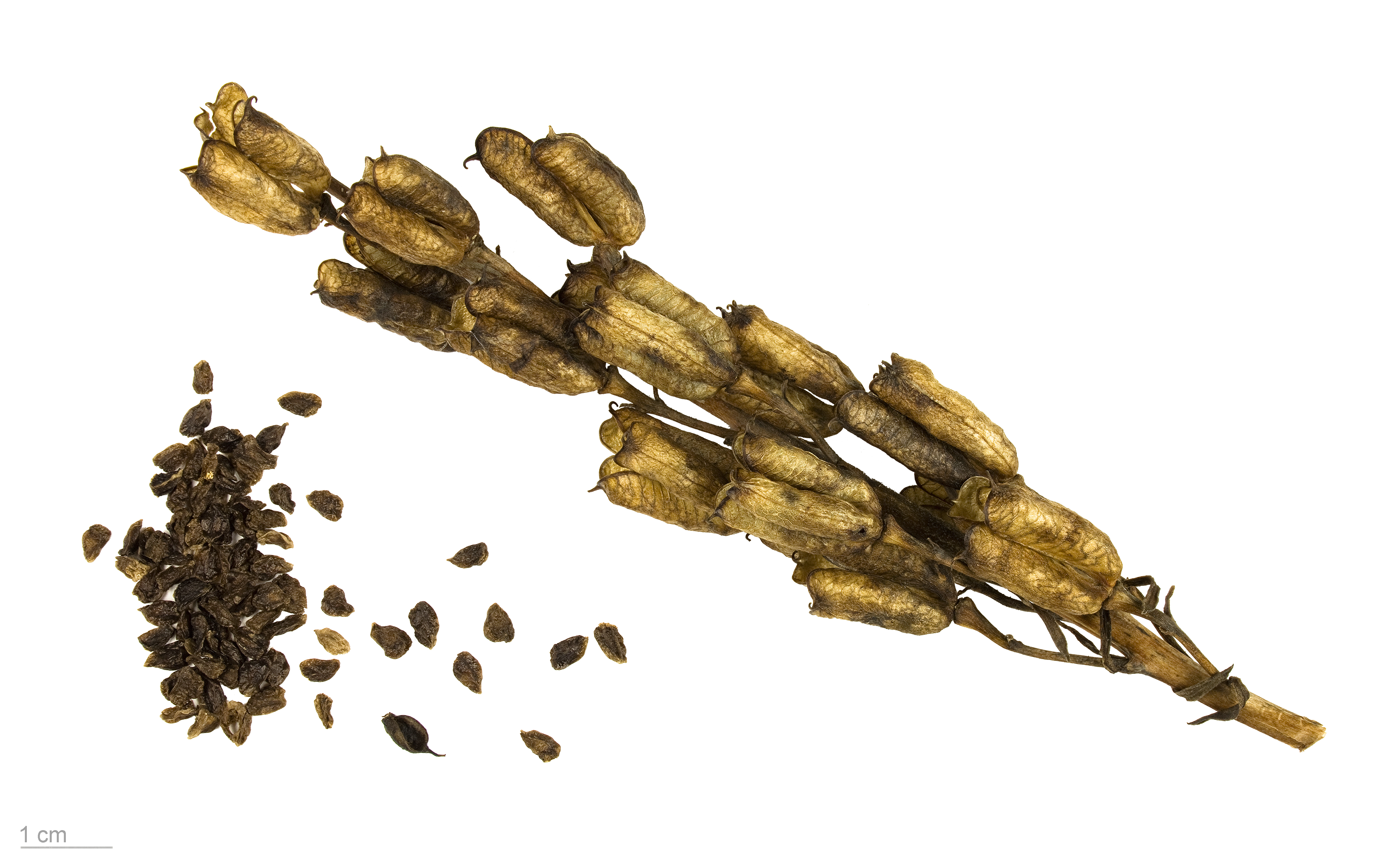
Sammelfrüchte mit Balgfrüchten und Samen des Blauen Eisenhutes (Aconitum napellus)

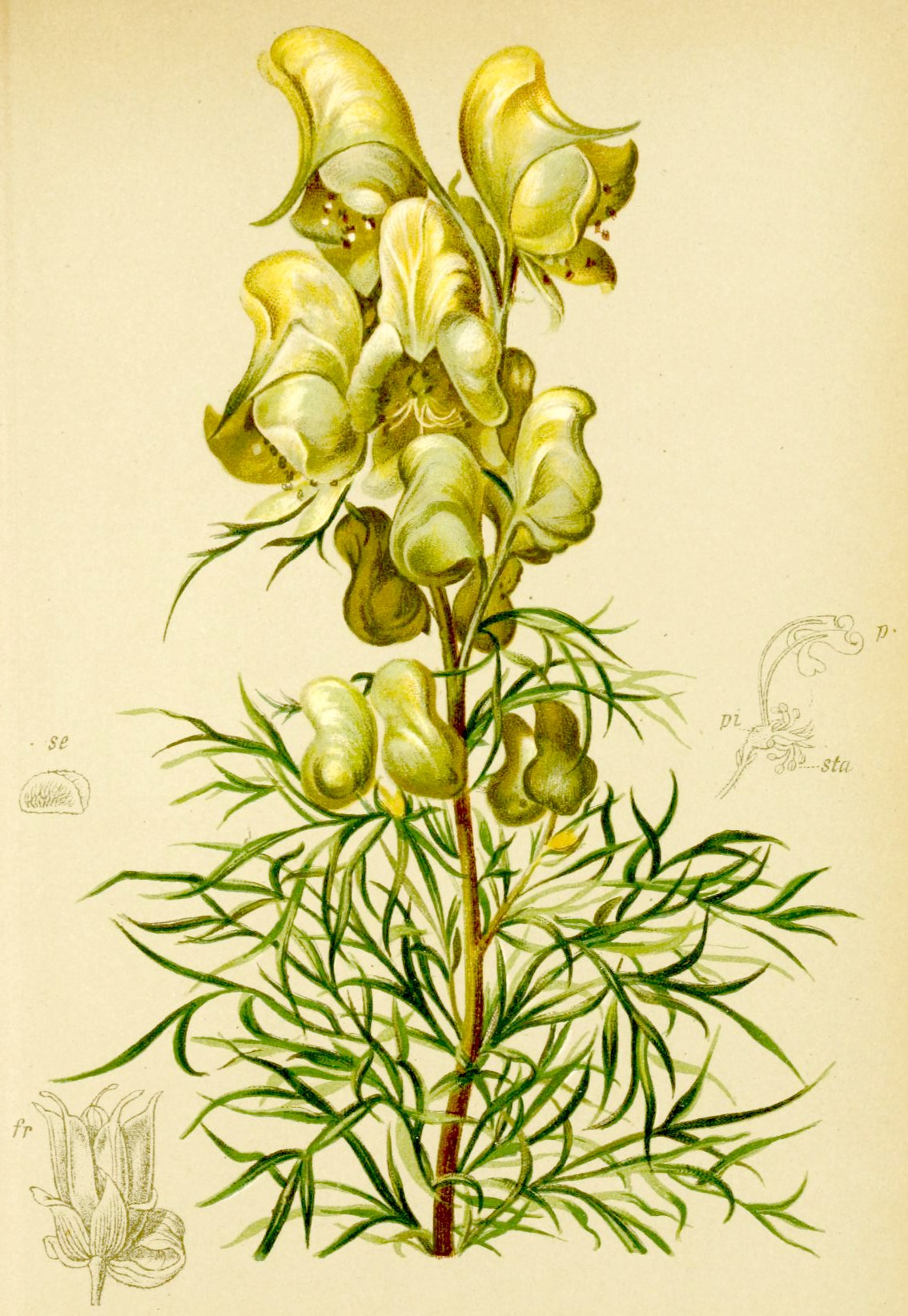
Illustration des Gift-Eisenhutes (Aconitum anthora)

### Erscheinungsbild und Blätter
Bei Aconitum-Arten handelt es sich um meist ausdauernde, oder pseudoeinjährige, selten einjährige krautige Pflanzen. Es wird eine Pfahlwurzel oder zwei bis mehrere rübenartig verdickte Wurzeln gebildet. Die Stängel wachsen selbständig aufrecht oder klimmend.
Die manchmal alle in einer grundständigen Rosette angeordneten, meistens wechselständig am Stängel verteilten Laubblätter sind oft in Blattstiel und Blattspreite gegliedert; wobei die obersten Laubblätter oft mehr oder weniger sitzend sind. Die Blattspreiten sind meist handförmig geteilt mit drei bis sieben Blattabschnitten oder selten ungeteilt. Die obersten Blattabschnitte sind schmal-elliptisch oder lanzettlich bis linealisch mit eingeschnittenen sowie gezähnten Blatträndern.

### Blütenstände und Blüten
In endständigen und manchmal auch seitenständigen, bis zu 28 Zentimeter langen, einfachen oder meist verzweigten, traubigen oder rispigen Blütenständen stehen über je zwei Deckblätter die gestielten Blüten zusammen; es können 32 oder mehr Teilblütenstände vorhanden sein. Die Tragblätter sind laubblattähnlich.
Die zwittrigen Blüten sind zygomorph und fünfzählig. Charakteristisch sind die fünf blauen, gelben oder weißen kronblattartigen Kelchblätter. Die zwei unteren Kelchblätter sind mit einer Länge von 6 bis 20 Millimetern relativ klein, flach und schmal lanzettlich oder länglich. Die zwei seitlichen Kelchblätter sind fast kreisförmig bis nierenförmig. Das große, obere und 1 bis 5 Zentimeter lange, sichel-, kahn- sowie helmförmig bis zylindrisch ausgebildete Kelchblatt schließt zwei Honigblätter (modifizierte Petalen, die anderen sechs sind stark reduziert oder fehlen ganz) ein und überlappt die zwei seitlichen Sepalen. Die freien, lang-genagelten, an der Spitze mützen- bis zungenförmigen Honigblätter tragen an ihrem oberen Ende kopfige bis eingerollte Sporne, die Nektar enthalten. Die vielen (25 bis 50) fertilen Staubblätter bestehen aus an ihrer Basis verbreiterten Staubfäden und ellipsoid bis kugeligen Staubbeuteln. Es sind keine Staminodien vorhanden. Die drei bis fünf, selten bis zu dreizehn freien Fruchtblätter enthalten jeweils zehn bis zwanzig Samenanlagen. Der kurze Griffel ist lange haltbar.

### Früchte und Samen
In Sammelbalgfrüchten sitzen mehrere ungestielte Balgfrüchte zusammen. An den länglichen Balgfrüchten sind an den Seiten deutlich erhabene querverlaufende Nerven erkennbar. Am Ende jeder Balgfrucht befindet sich ein gerader 2 bis 3 Millimeter langer Schnabel. Die meist relativ kleinen Samen sind deltaförmig und besitzen meist mit querlaufenden, kleinen, häutigen Lamellen.

### Chromosomensätze
Die Chromosomengrundzahl beträgt x = 8. Es gibt Arten mit Diploidie und solche mit Polyploidie.

## Gesundheitsgefahren
Die Eisenhut-Arten zählen zu den giftigsten Pflanzenarten Europas, sie enthalten toxische Diterpen-Alkaloide, die sich in allen Pflanzenteilen finden. Im Wesentlichen handelt es sich um die Alkaloide Aconitin, Benzoylnaponin, Hypaconitin, Lycaconitin und Neopellin, und die Aminoalkohole Aconin, Napellin, Neolin und Lycoctonin, die in unterschiedlichen Konzentrationen nachweisbar sind. Daneben sind in manchen Arten noch Isochinolin-Alkaloide oder Katecholamine enthalten.
Die Giftigkeit ist dabei von der Eisenhutart, den Standortbedingungen sowie den genetischen Faktoren der einzelnen
Pflanze abhängig. Das Aconitin wird rasch durch die unverletzte Haut aufgenommen, erst recht gilt dies für die Schleimhäute, so dass Kinder gefährdet sind, wenn sie beispielsweise mit den Blüten spielen. Bei zarthäutigen Personen kann bereits eine Berührung zu Nesselausschlägen bzw. Kontaktdermatitis führen. Der Verzehr einiger weniger Gramm der Pflanze, insbesondere der frischen Wurzel, führt in der Regel vor Ablauf einer Stunde zu Herzversagen und Atemstillstand, ein spezifisches Antidot ist nicht bekannt.
Der Pflanzenname Wolfswurz entstand aus der Verwendung des Eisenhuts als Wolfsgift. Der römische Dichter Ovid erzählt in seinen Metamorphosen, dass die Pflanze aus dem Speichel des Cerberus entstand, den Herakles in seiner zwölften Aufgabe nach Mykene bringen musste.

## Systematik und Verbreitung

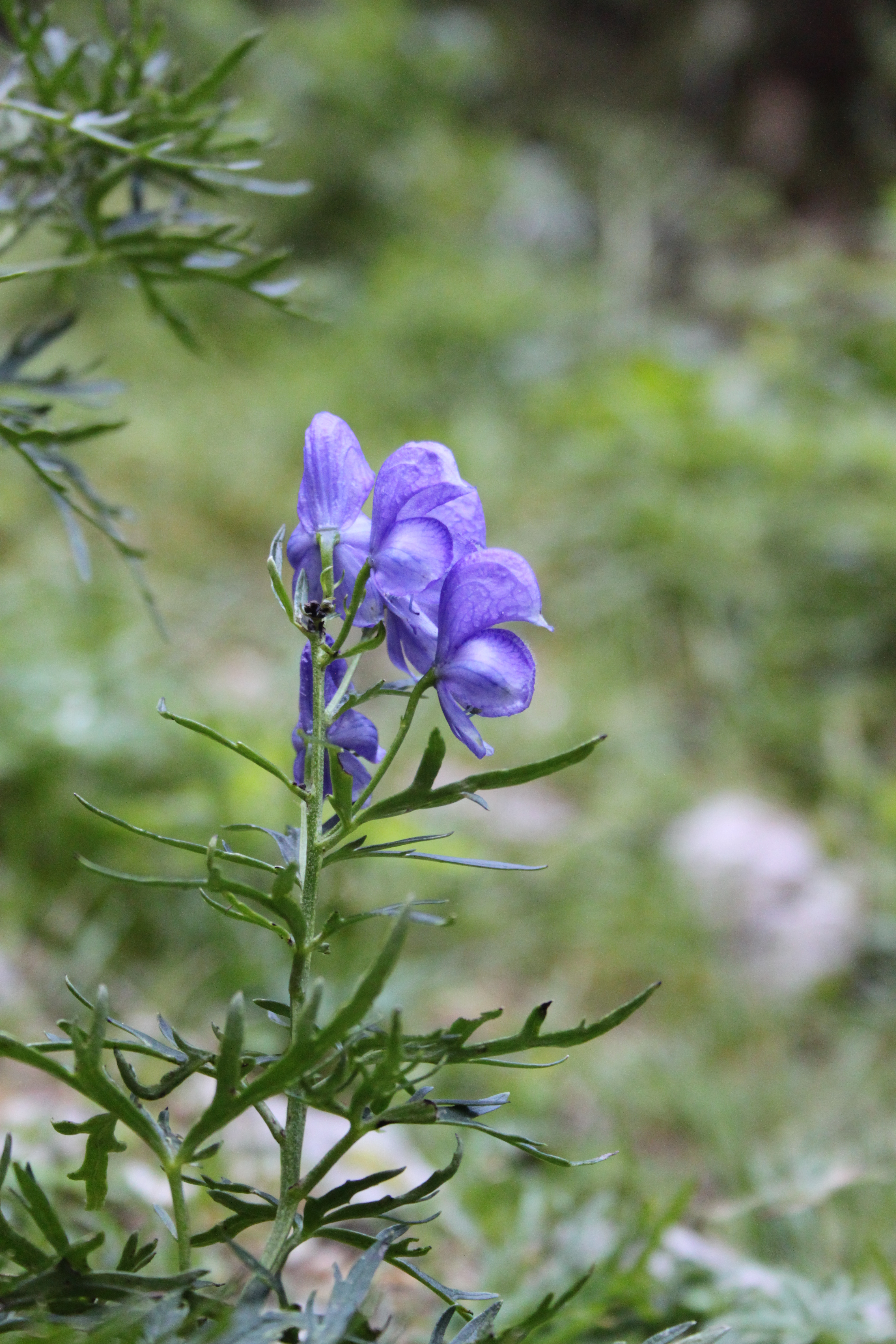
Blütenstand von Aconitum angustifolium

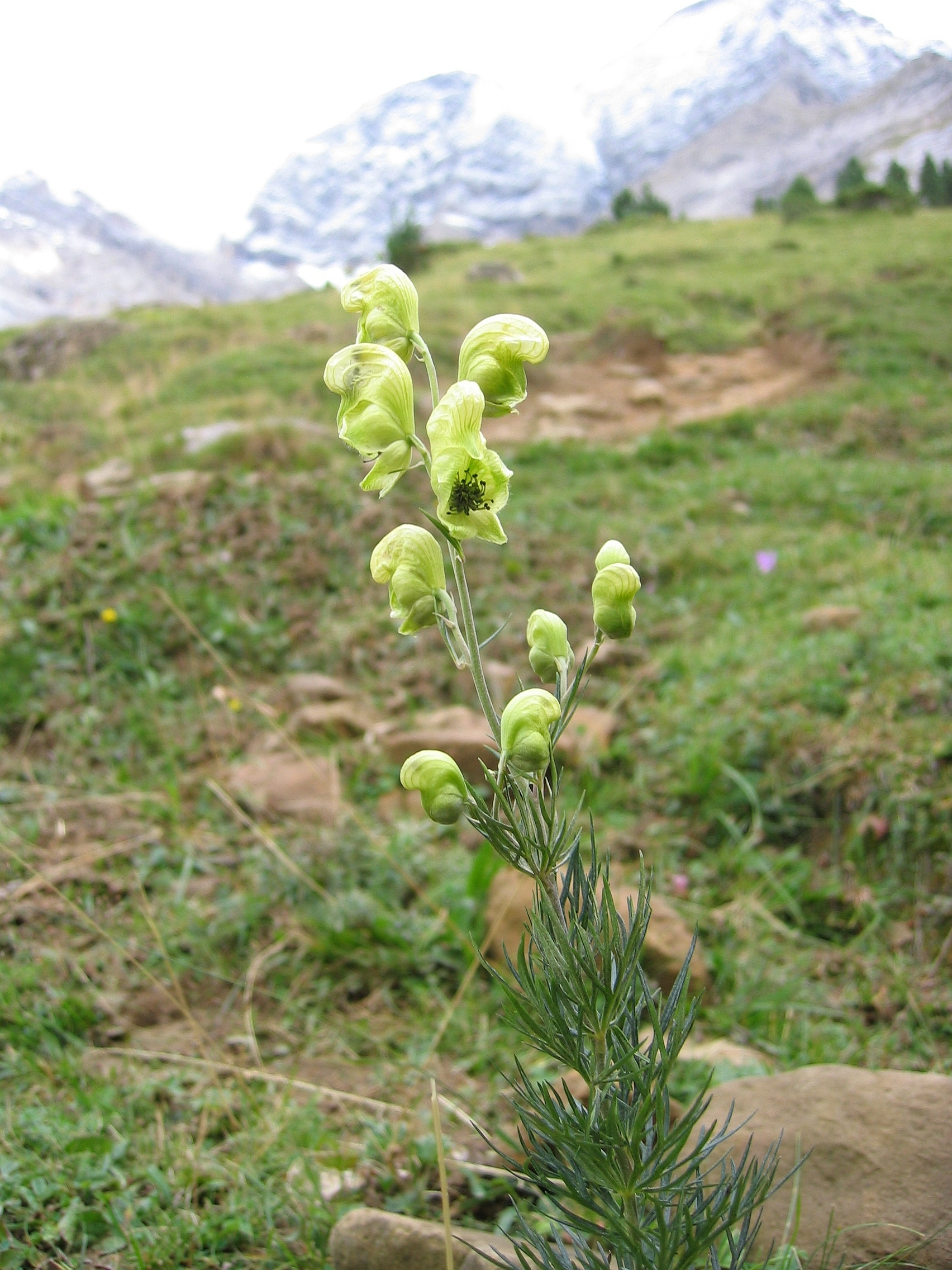
Gift-Eisenhut (Aconitum anthora)

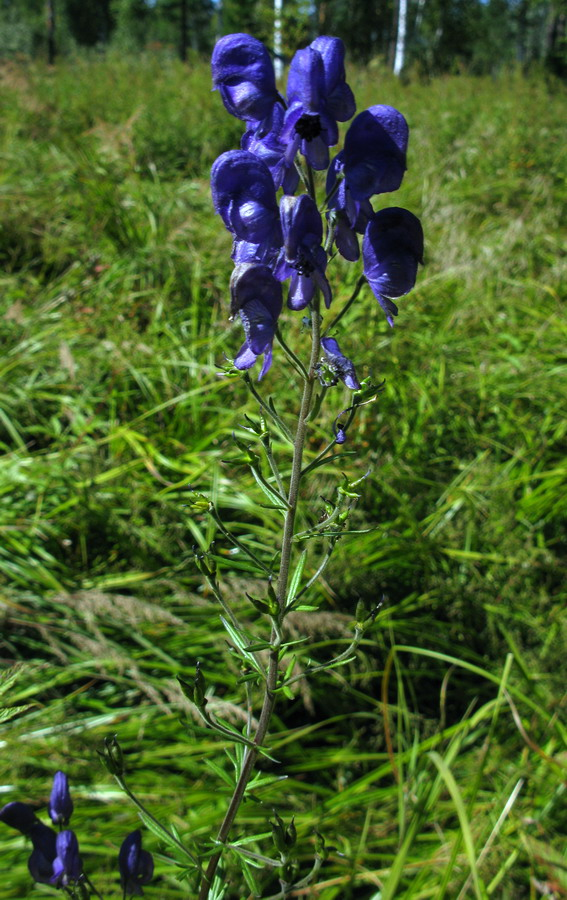
Blütenstand von Aconitum baicalense

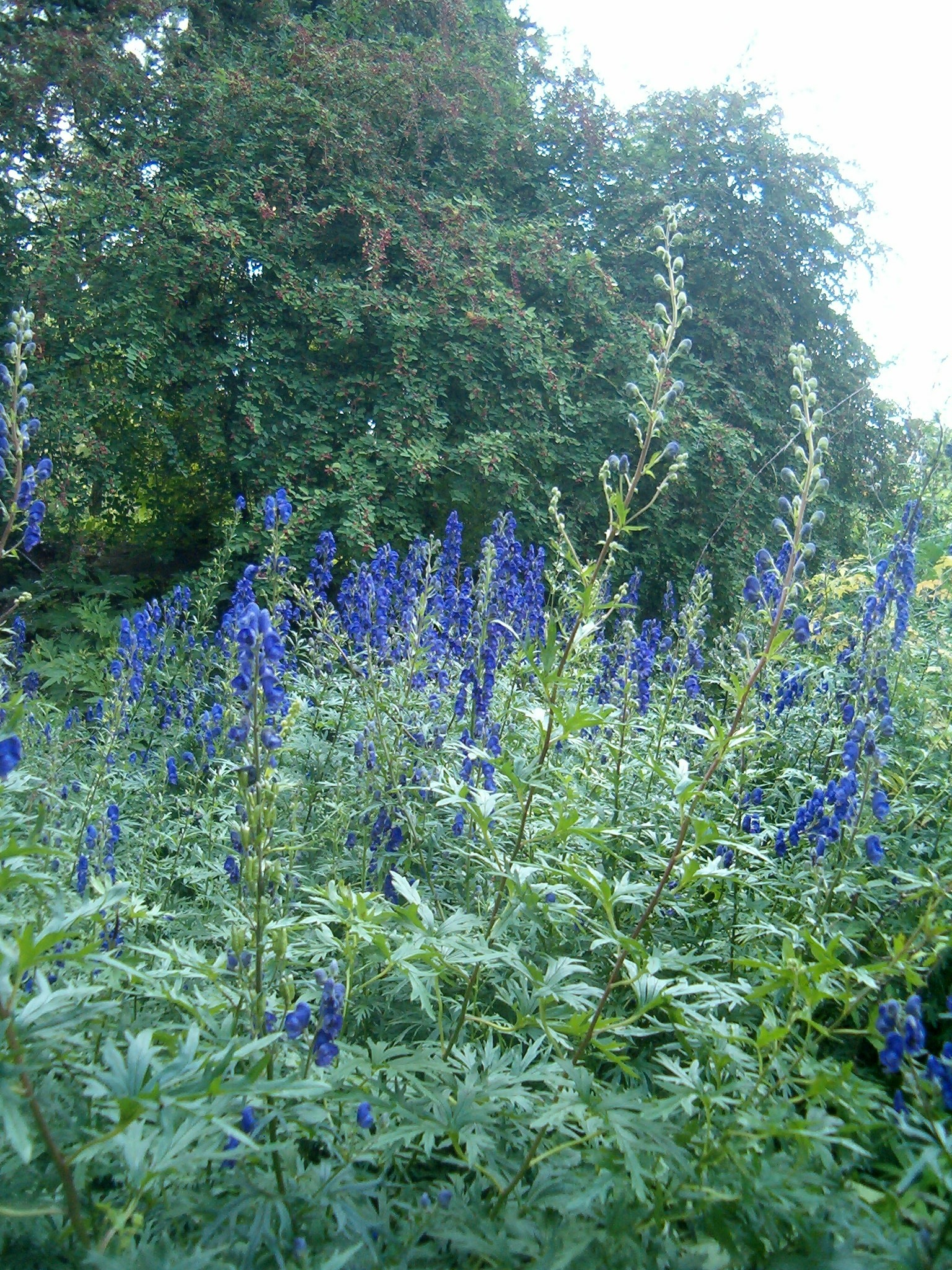
Aconitum carmichaelii

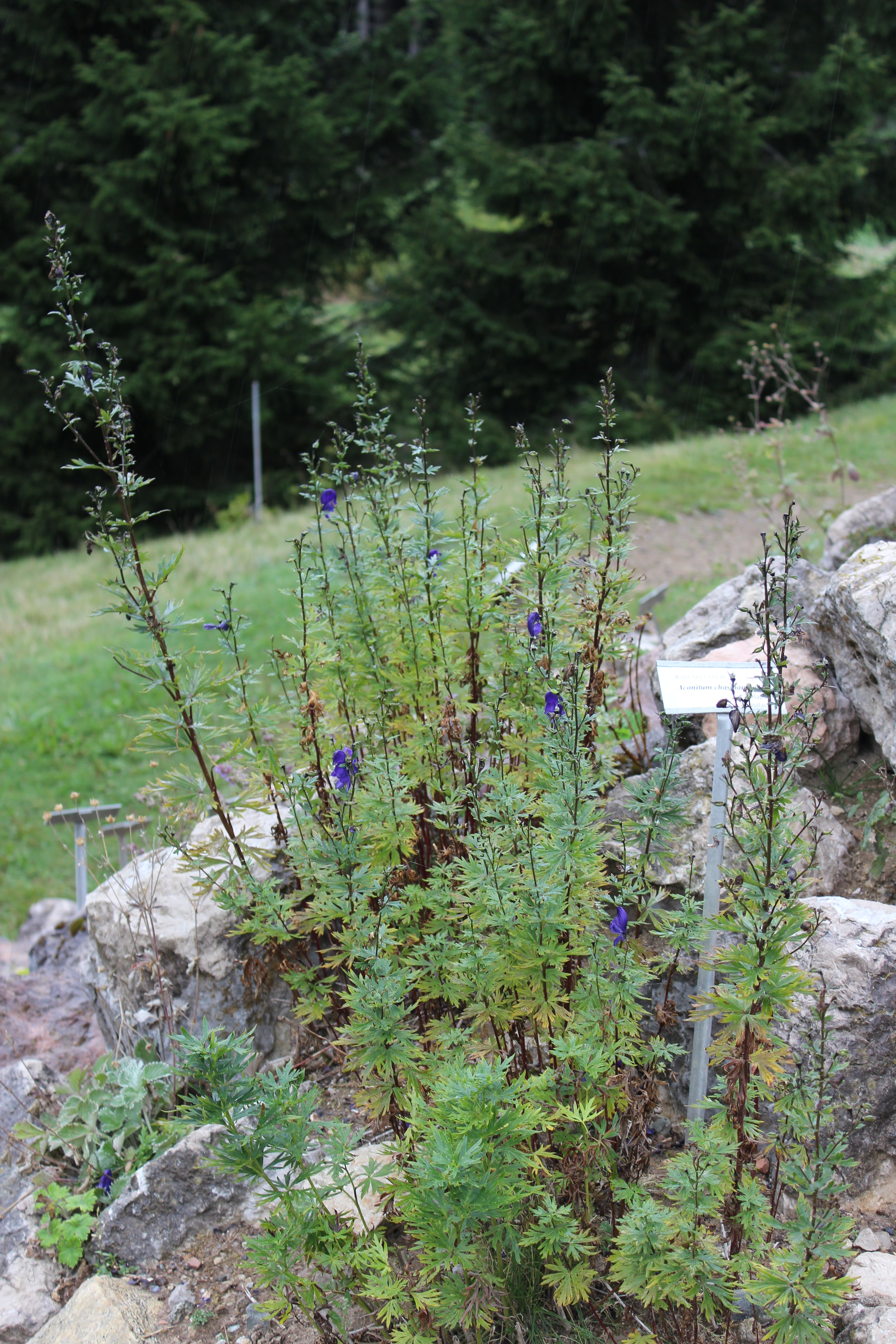
Aconitum chasmanthum

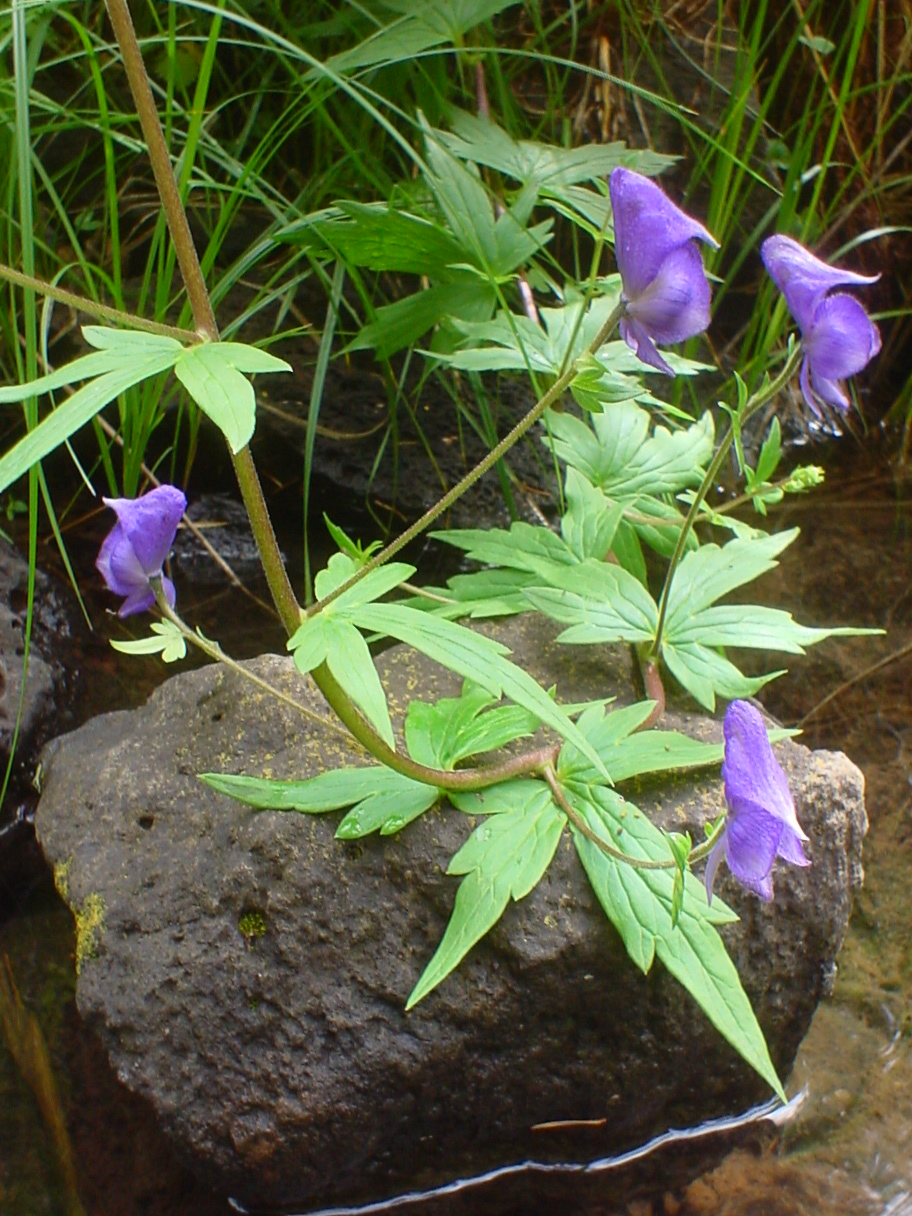
Aconitum columbianum

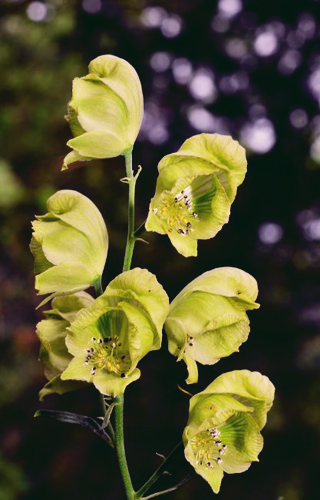
Blütenstand von Aconitum coreanum

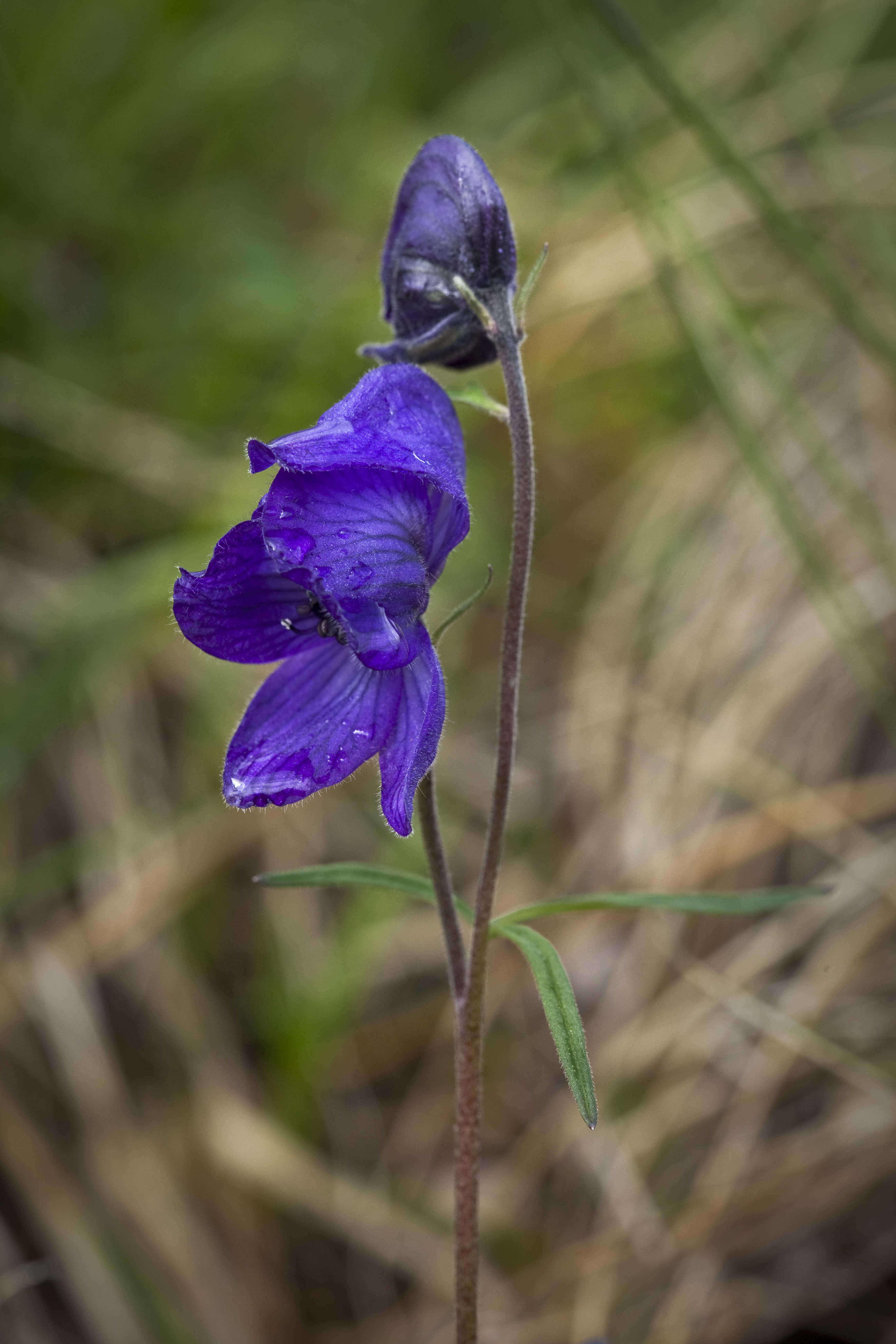
Blüte und Blütenknospe von Aconitum delphiniifolium

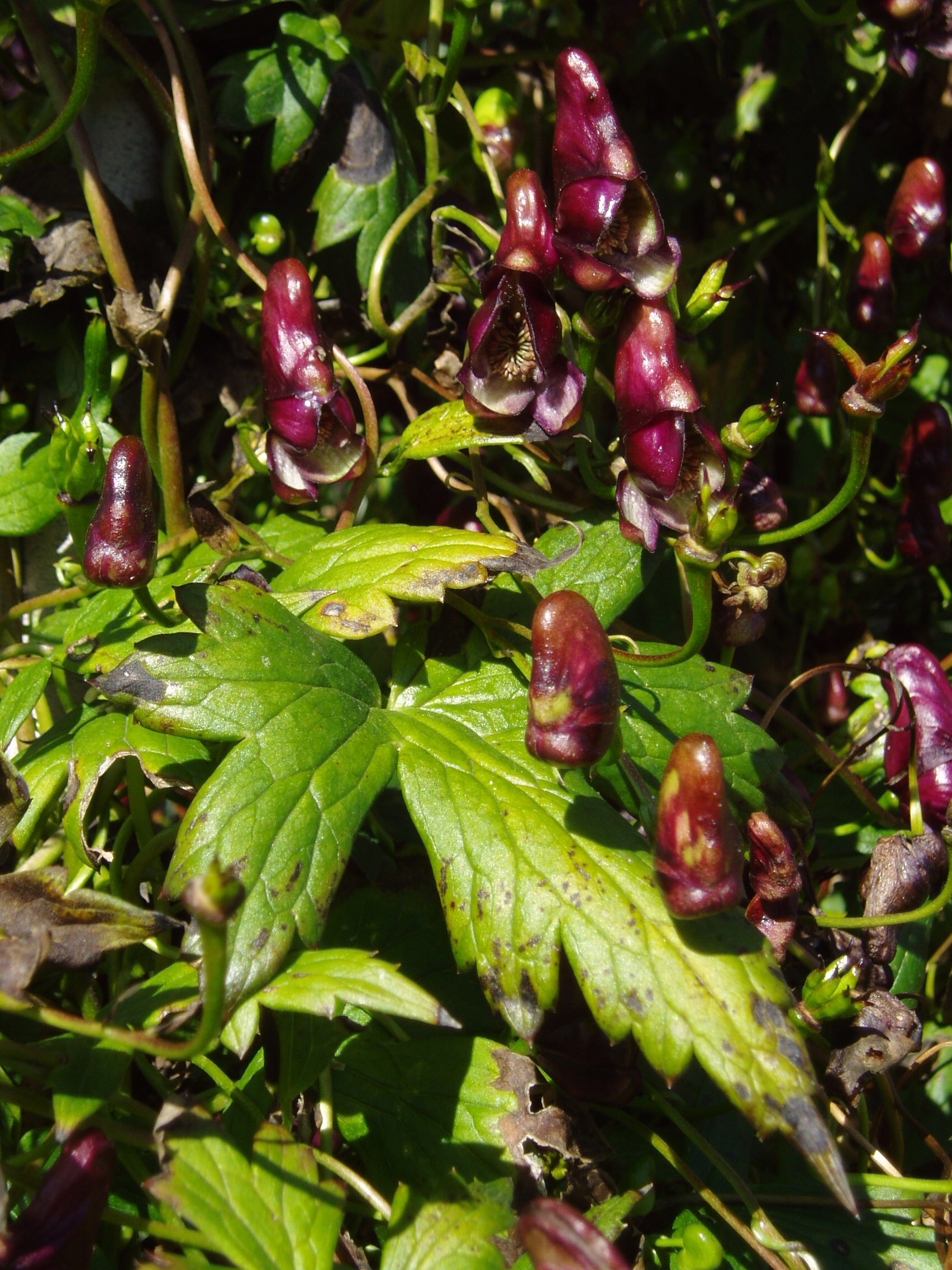
Aconitum hemsleyanum

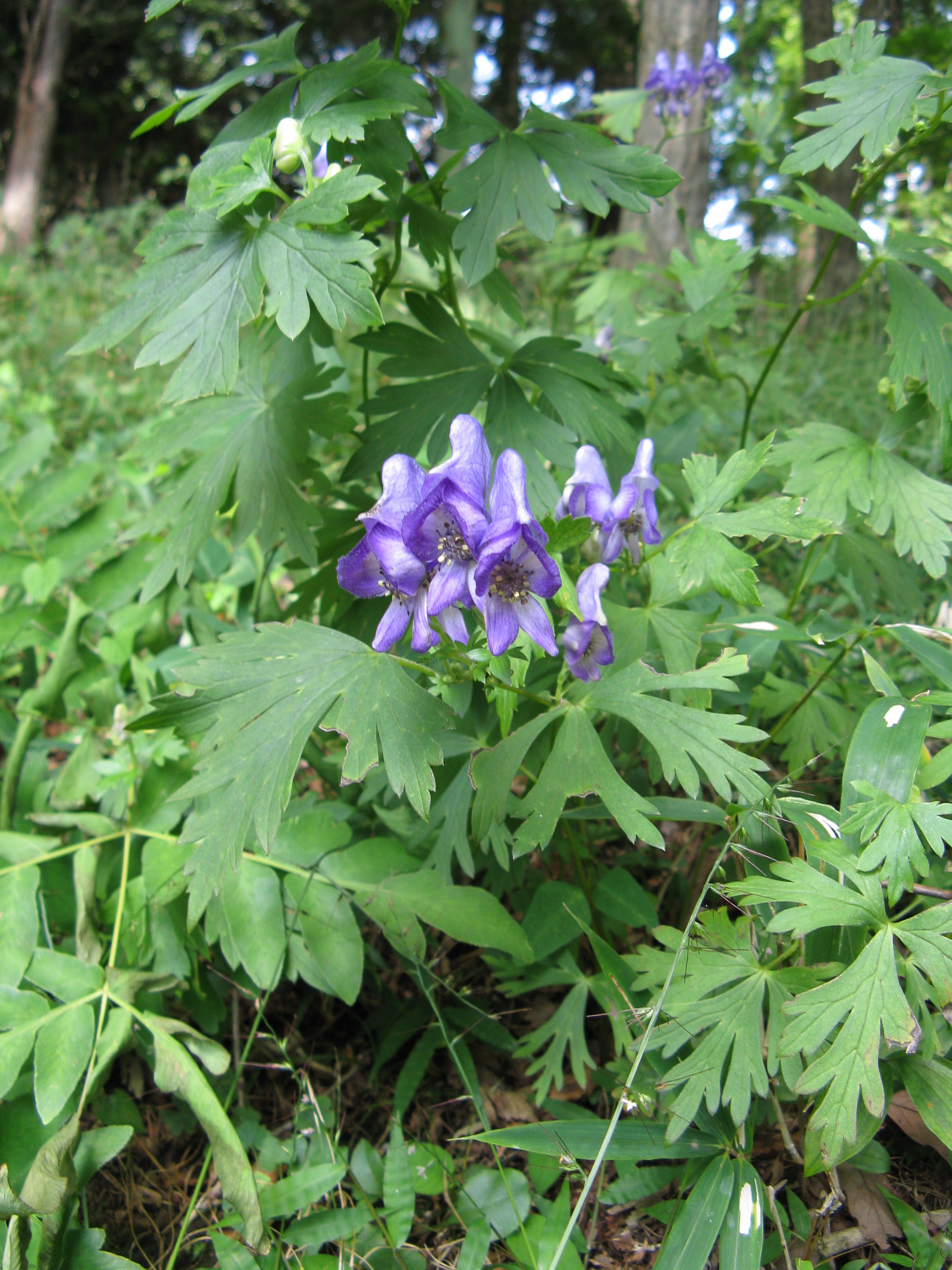
Aconitum japonicum

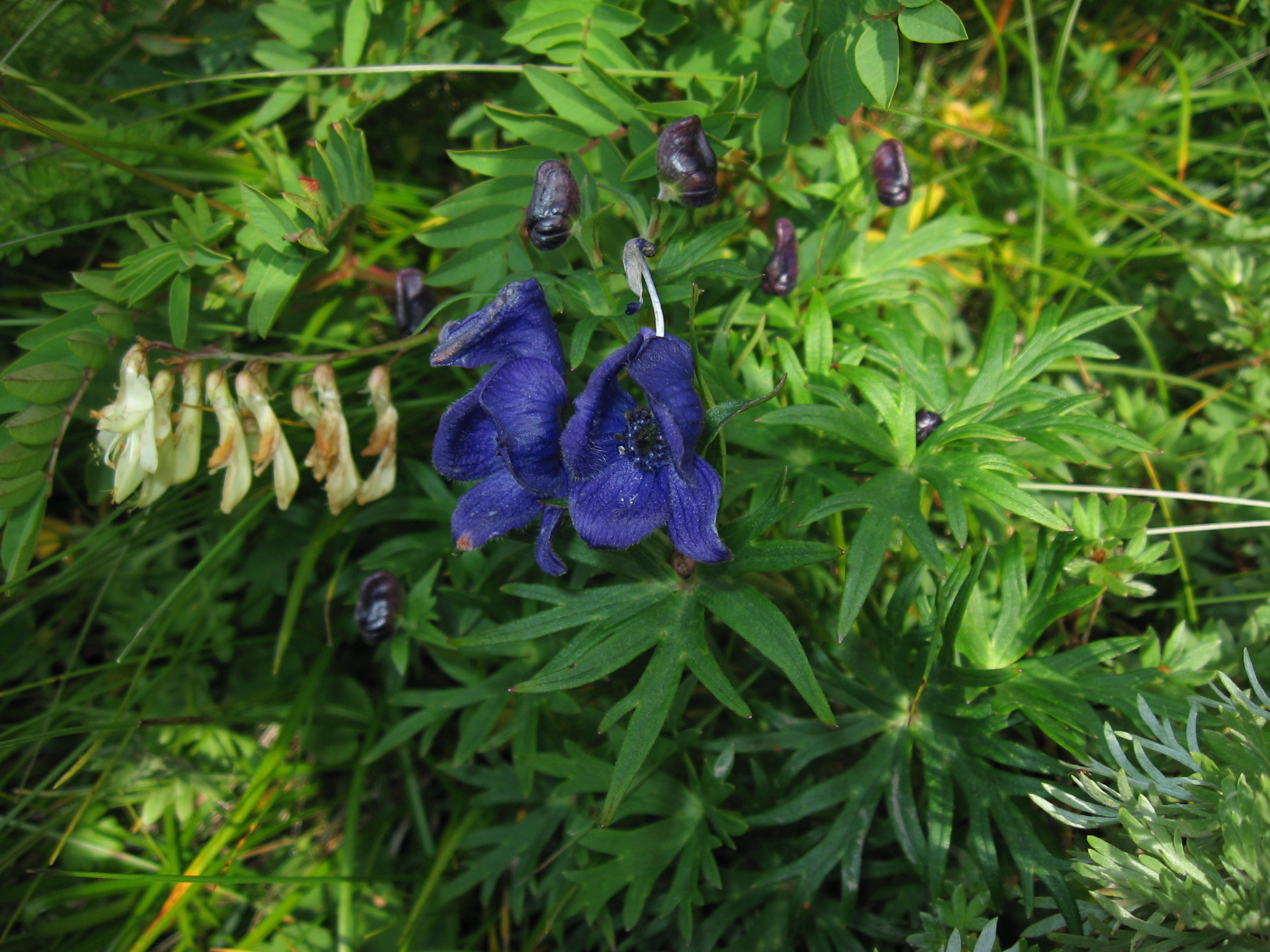
Aconitum kitadakense

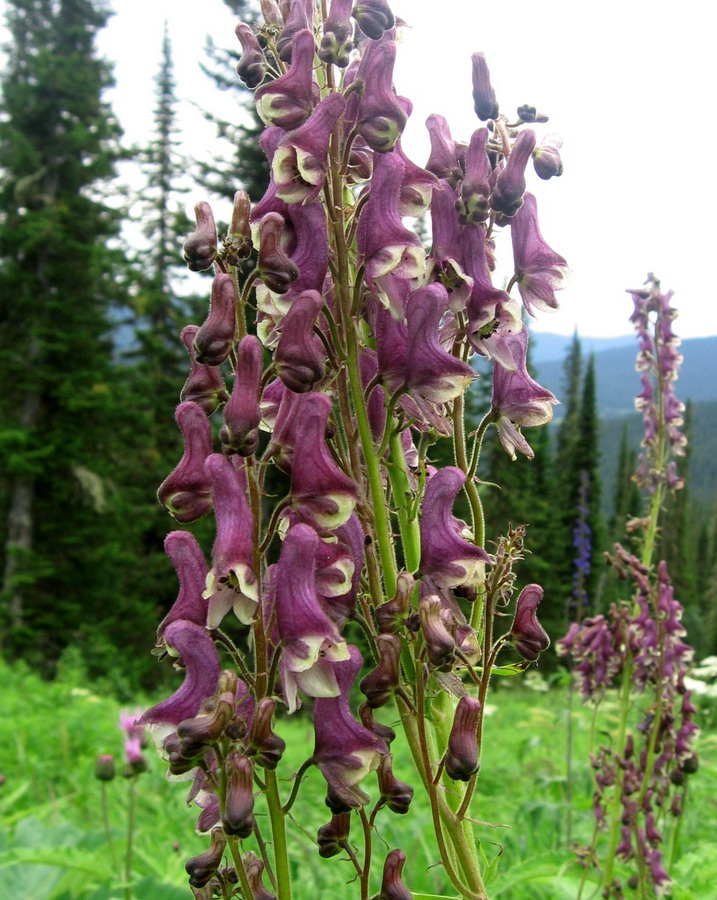
Blütenstände von Aconitum leucostomum

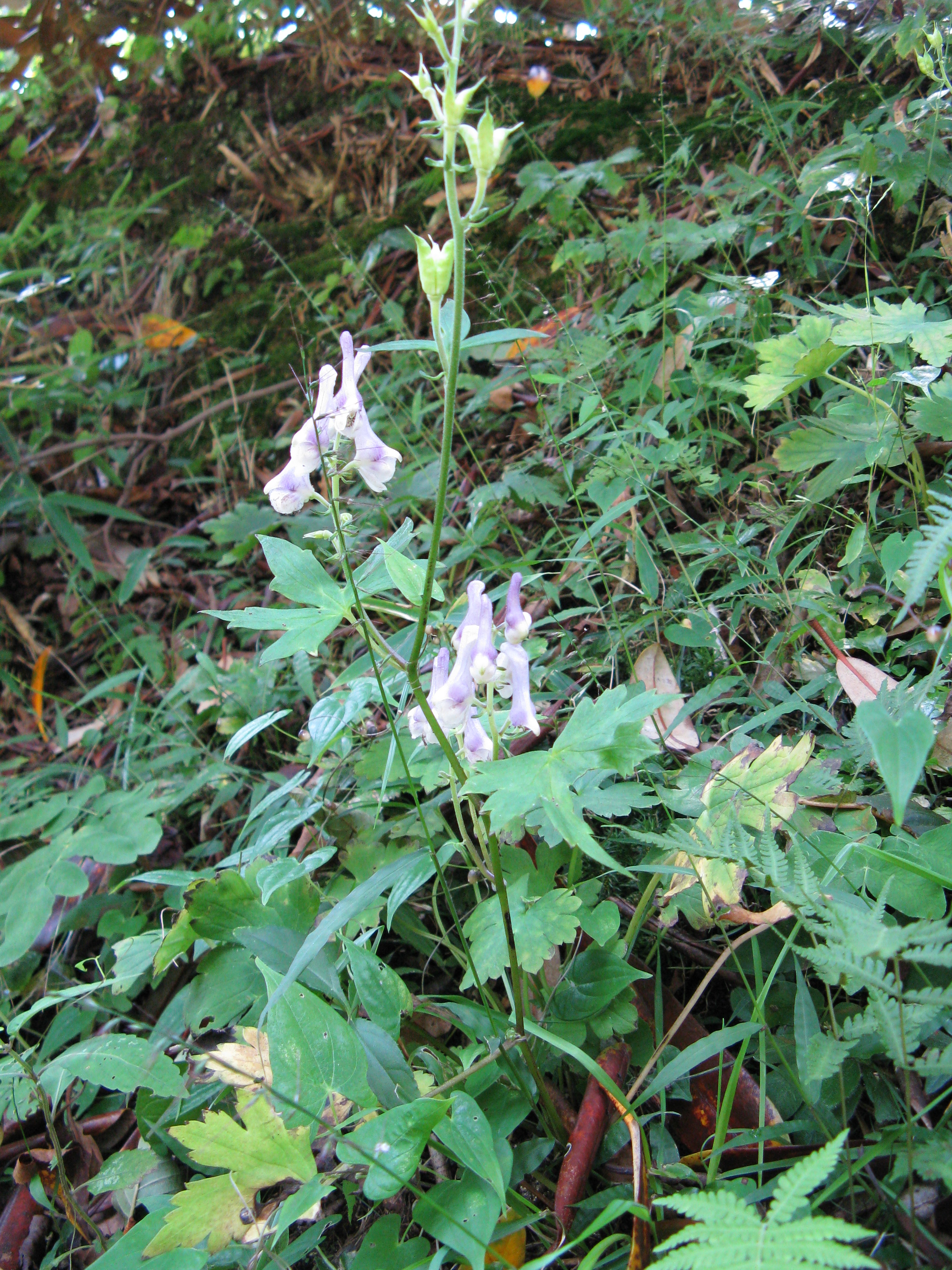
Blüten und junge Früchte von Aconitum loczyanum

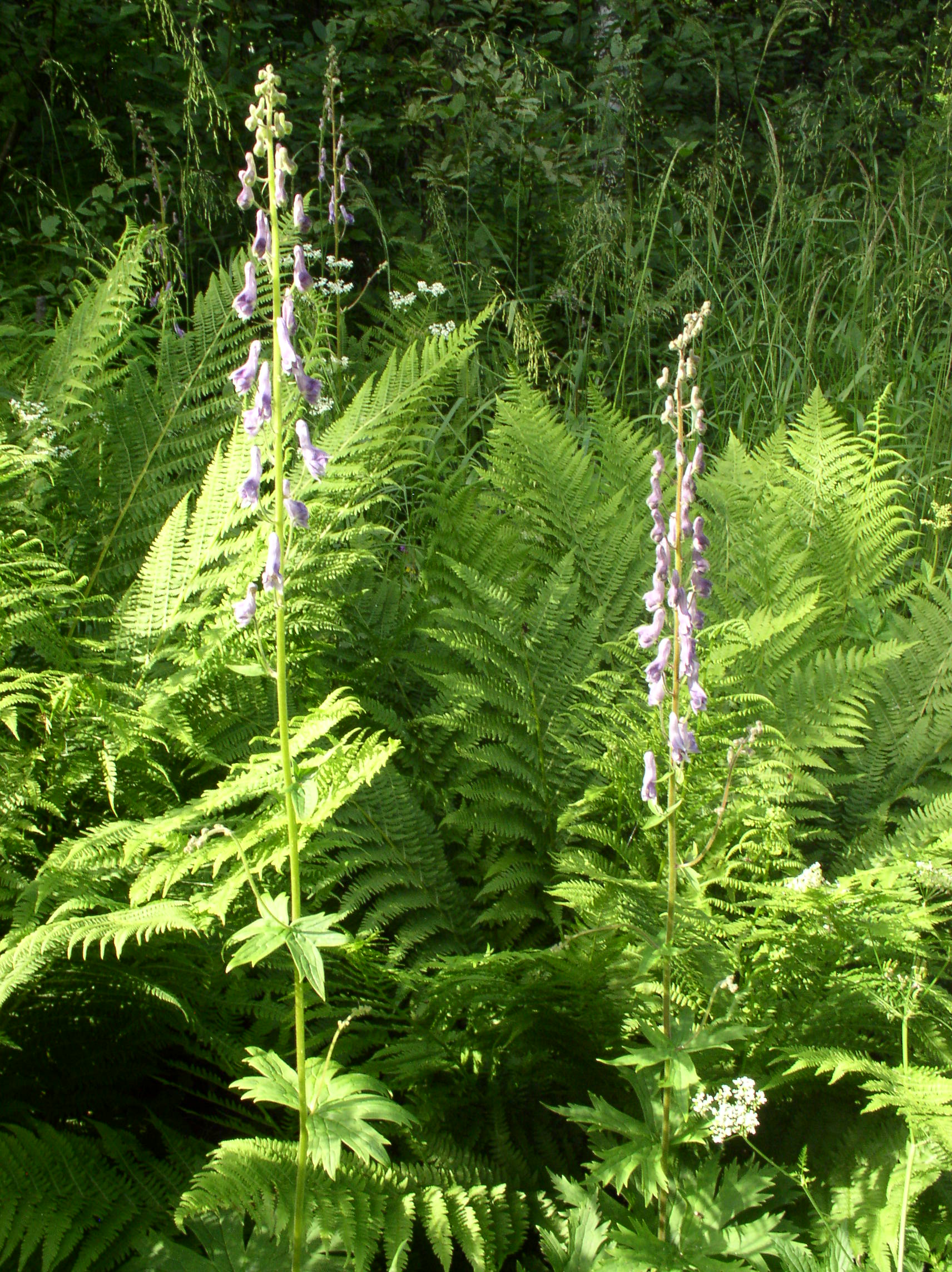
Blütenstände des Gelben Eisenhutes (Aconitum lycoctonum subsp. lycoctonum)

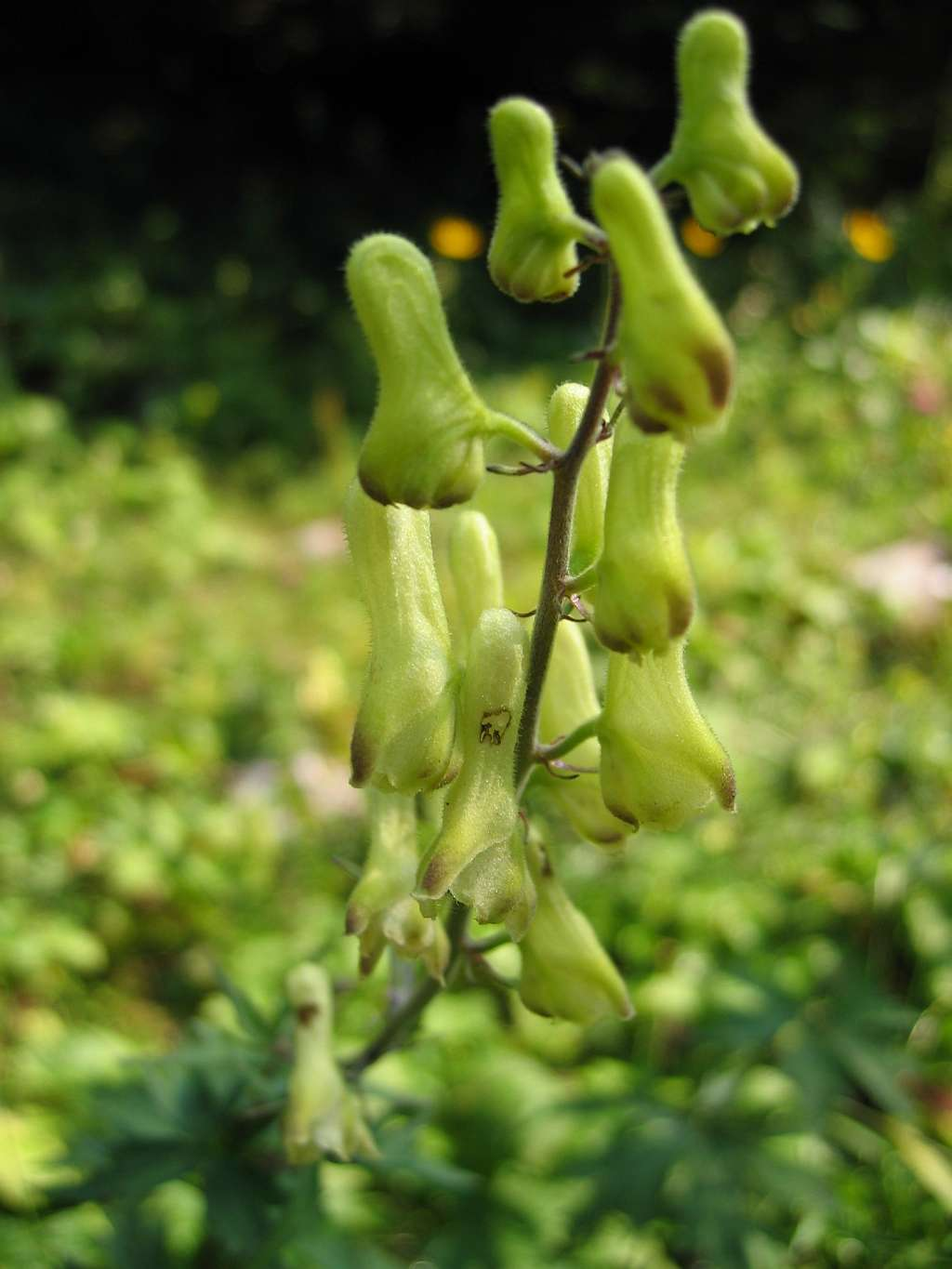
Wolfs-Eisenhut (Aconitum lycoctonum subsp. vulparia)

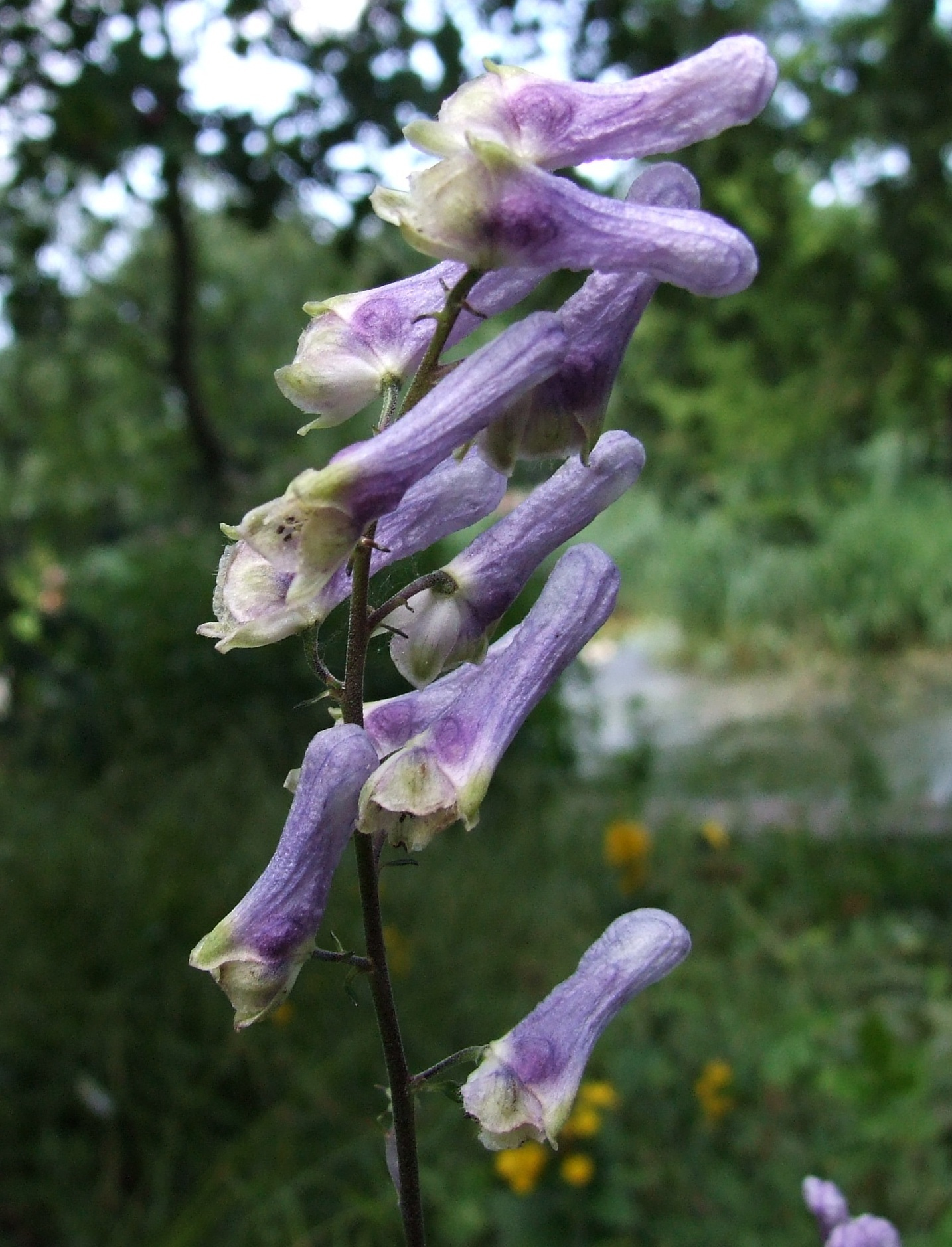
Ausschnitt eines Blütenstandes von Aconitum moldavicum

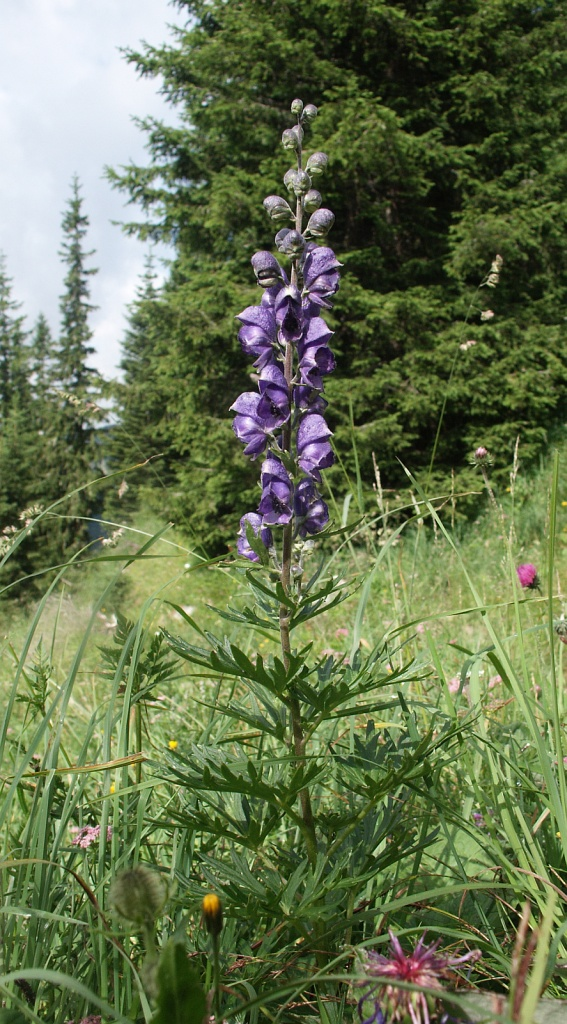
Habitus, Laubblätter und Blütenstand des Blauen Eisenhutes (Aconitum napellus)

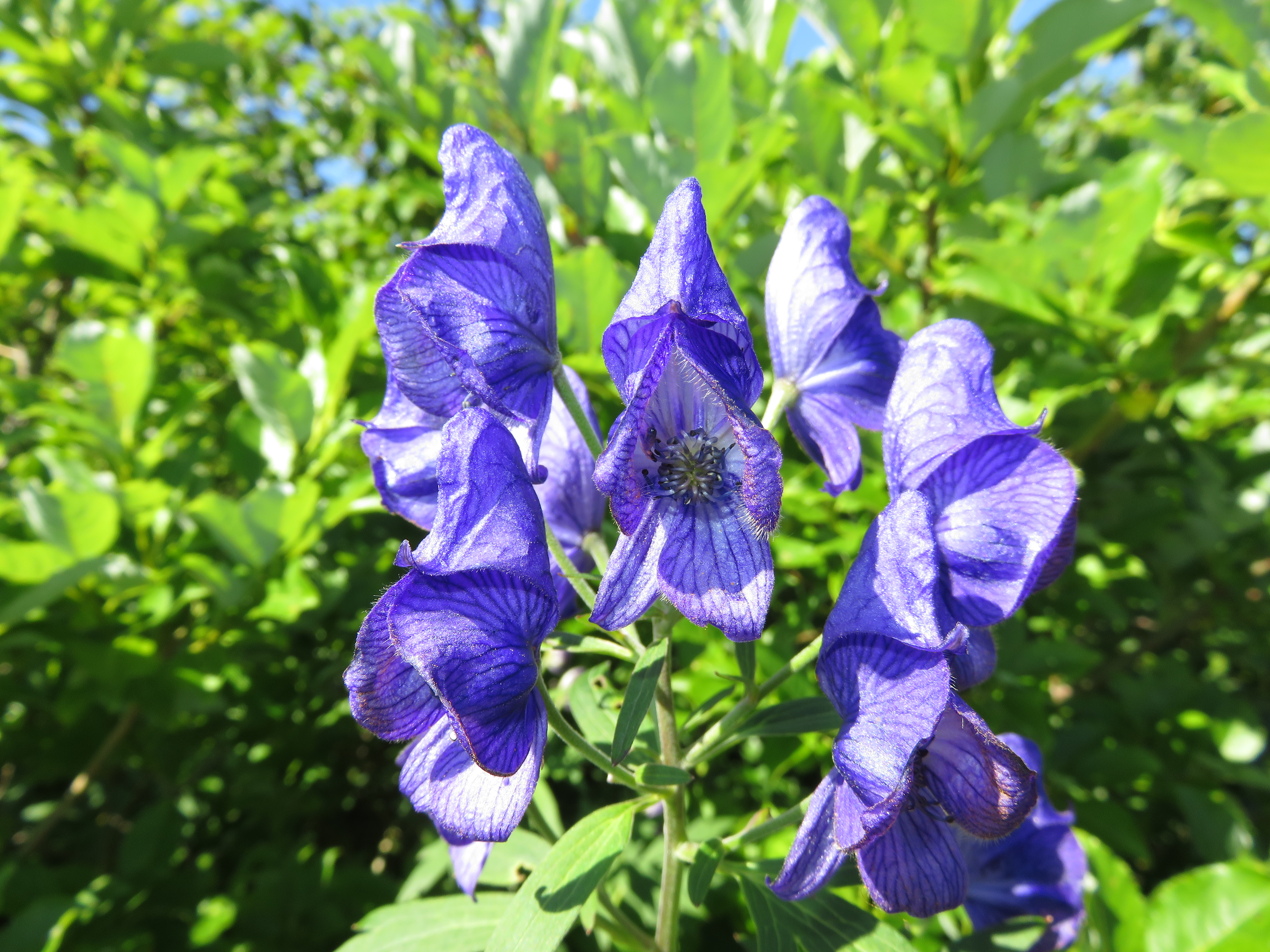
Blütenstand und Blüten im Detail von Aconitum nipponicum

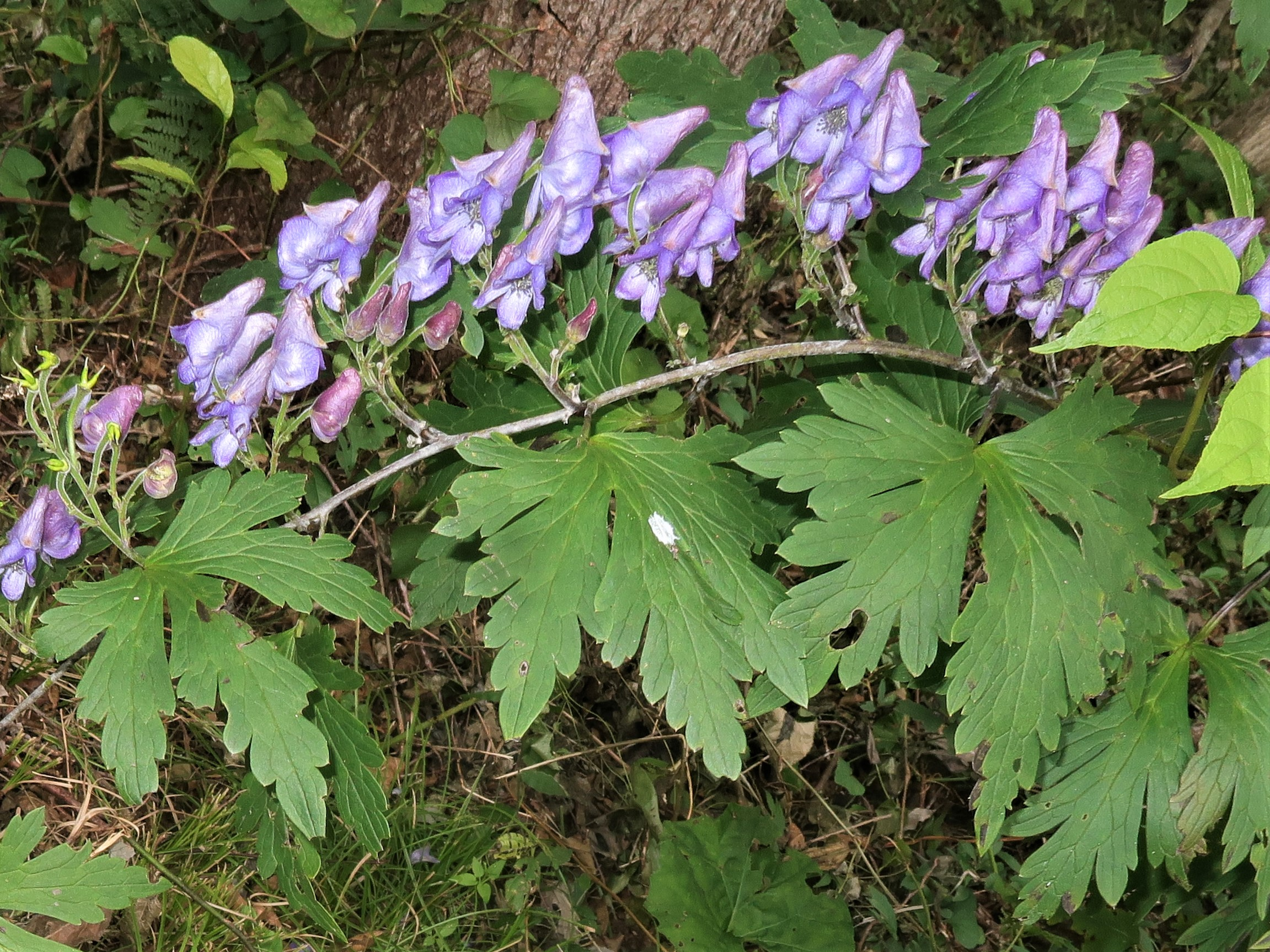
Blätter und Blütenstand von Aconitum okuyamae

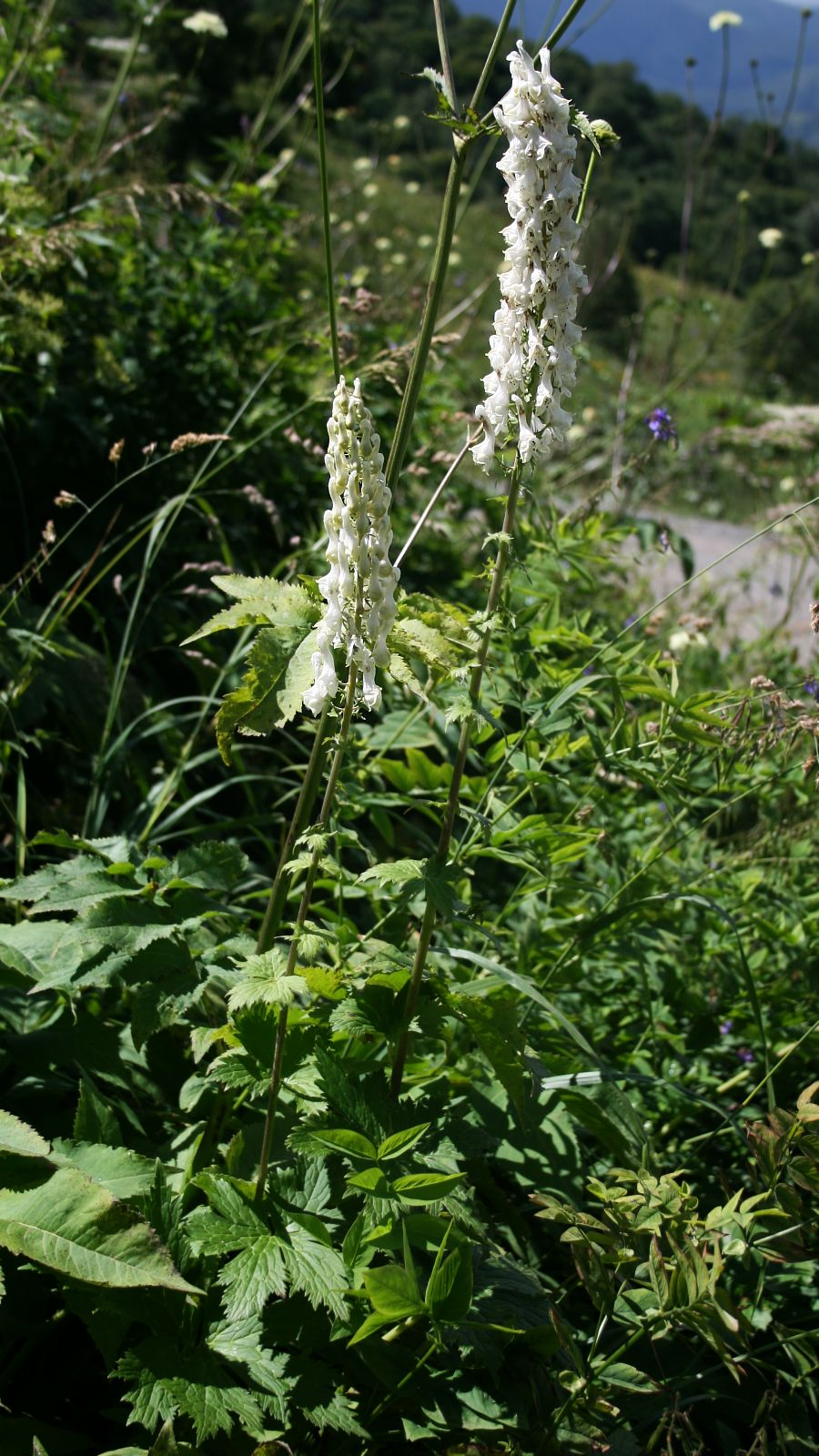
Habitus und Blütenstand von Aconitum orientale

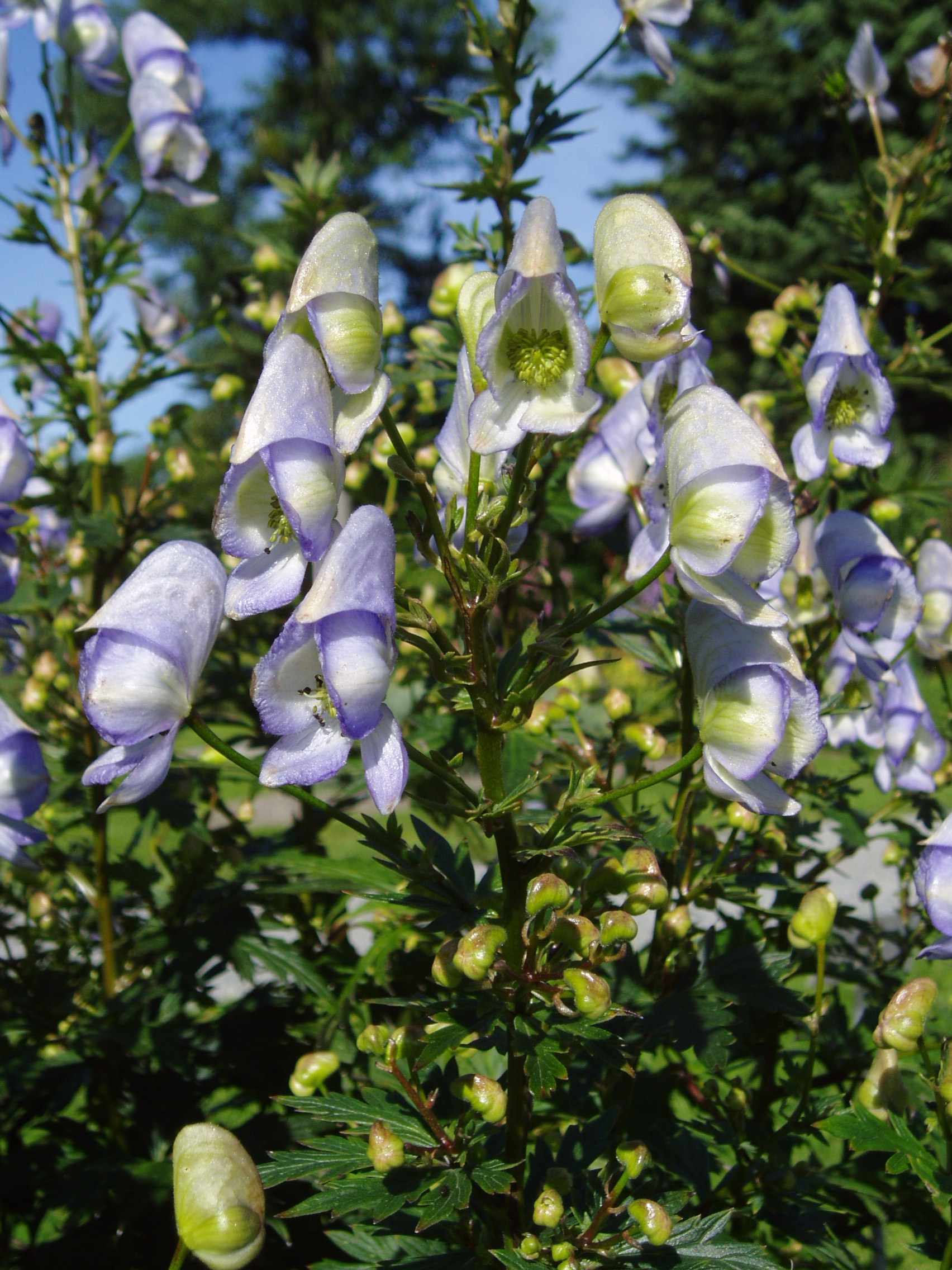
Blütenstand von Aconitum paniculigerum var. wulingense

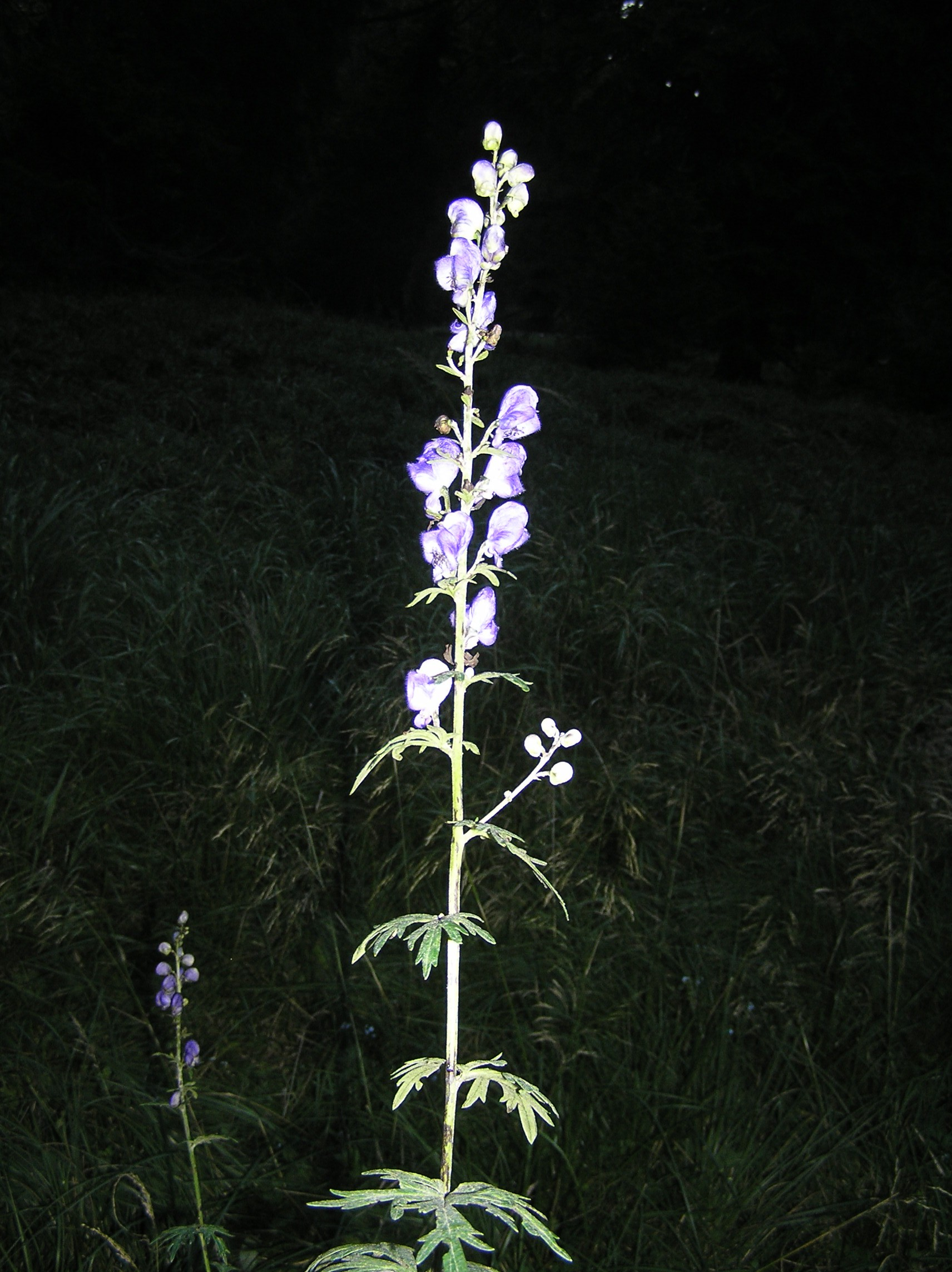
Blütenstand des Sudeten-Eisenhutes (Aconitum plicatum)

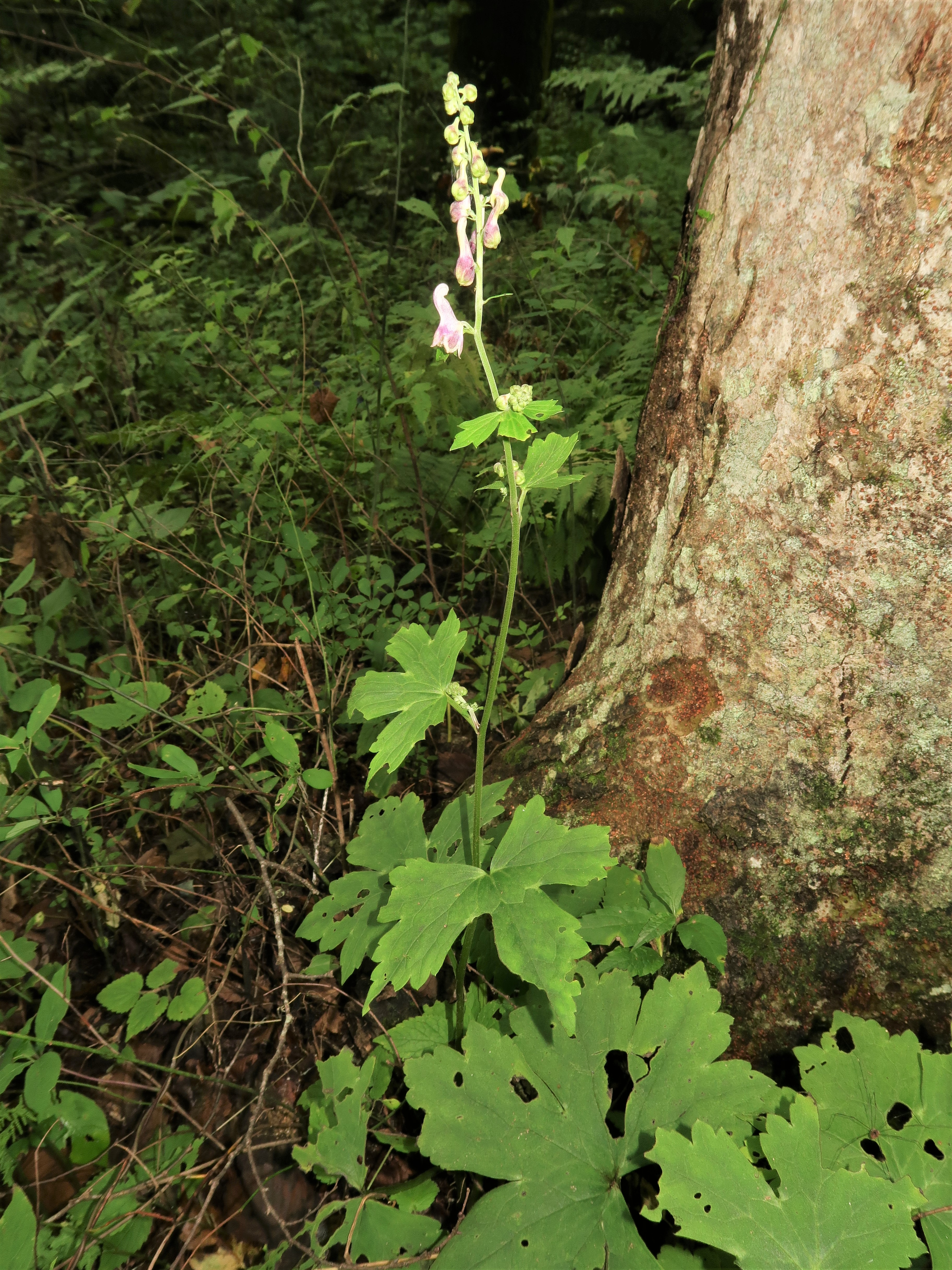
Habitus, Laubblätter und Blütenstand von Aconitum pterocaule

Habitus, Laubblätter und Blütenstand von Aconitum sachalinense var. compactum

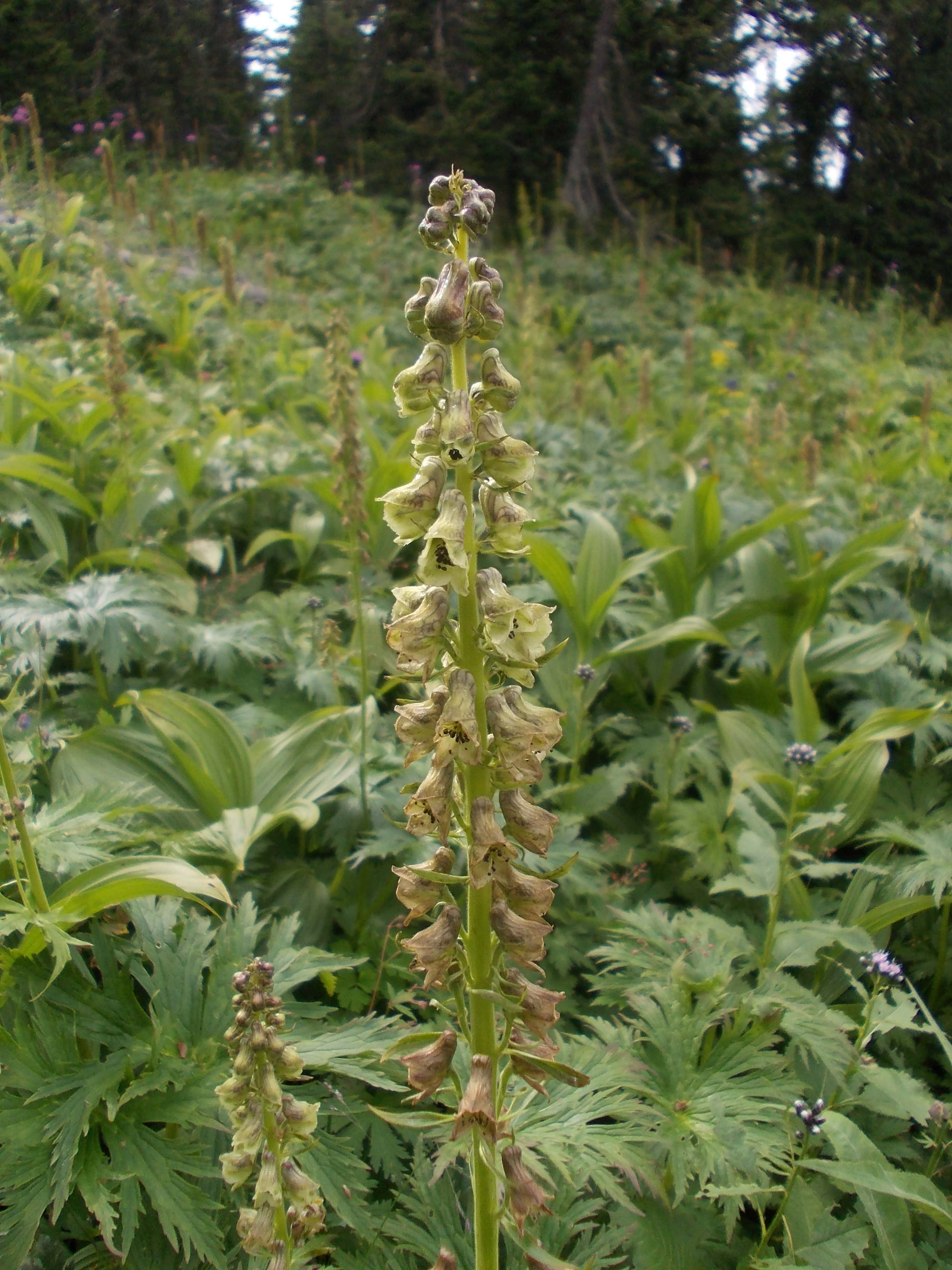
Blütenstand von Aconitum sajanense

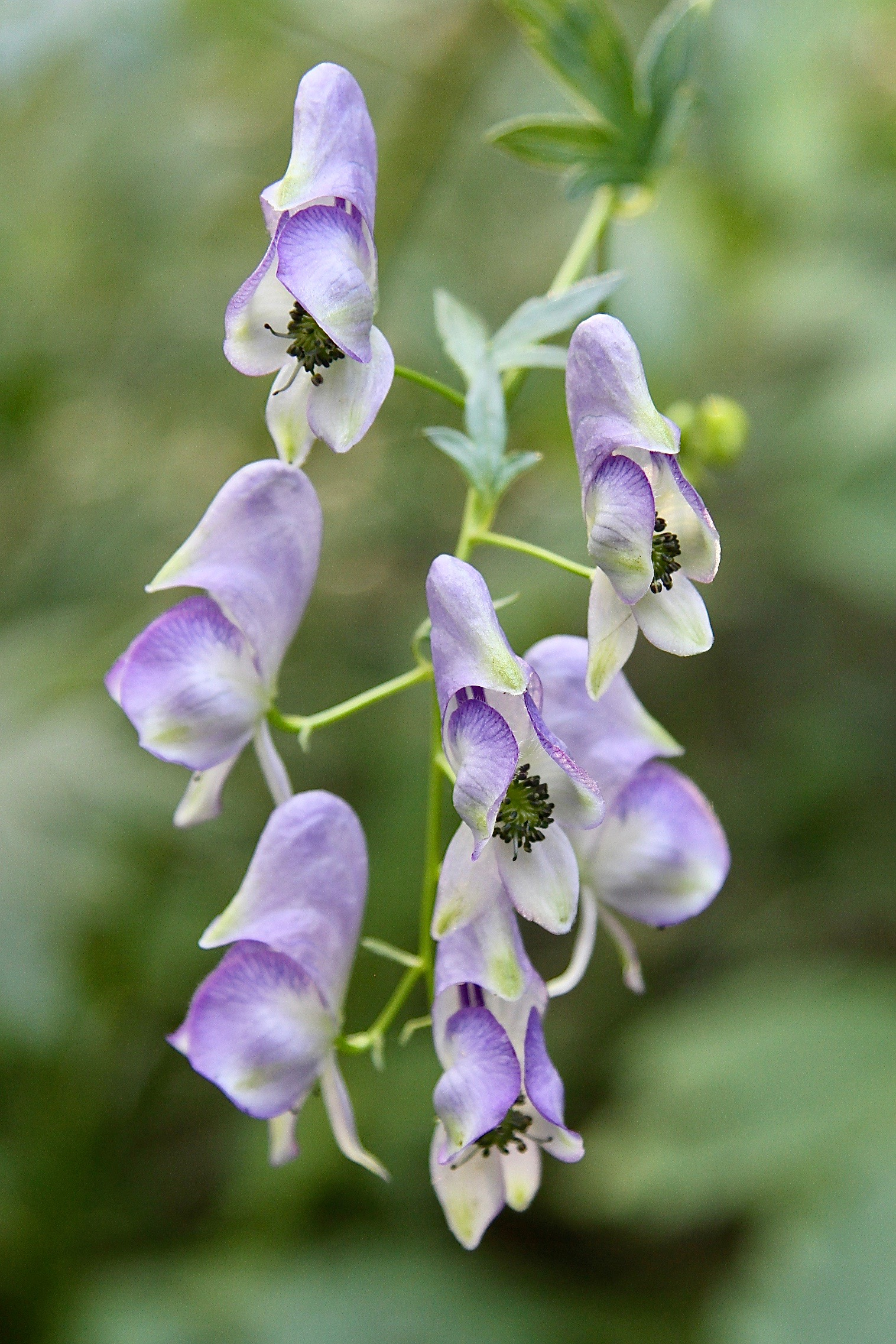
Blütenstand und Blüten im Detail von Aconitum sczukinii

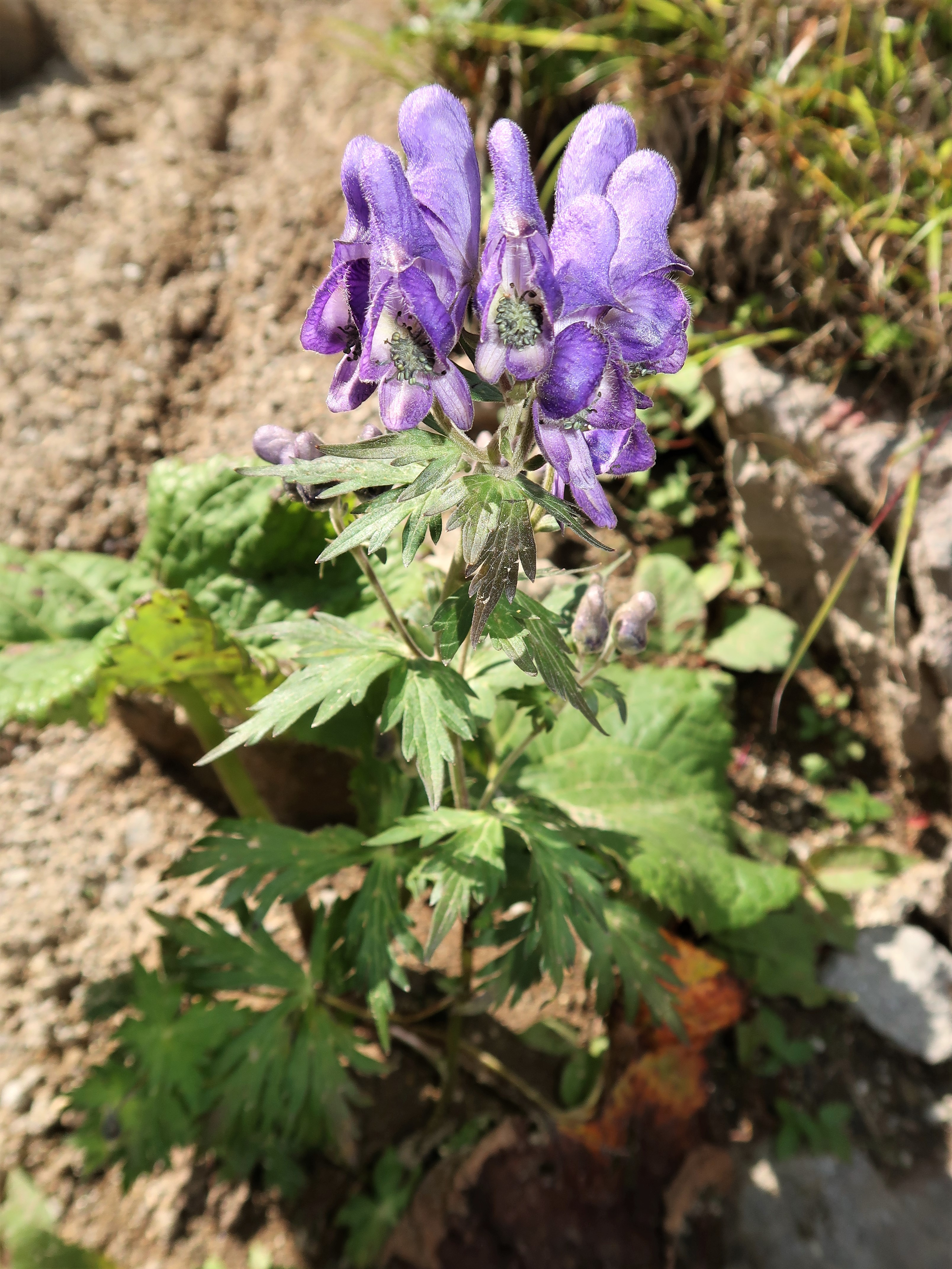
Habitus, Laubblätter und Blütenstand von Aconitum senanense

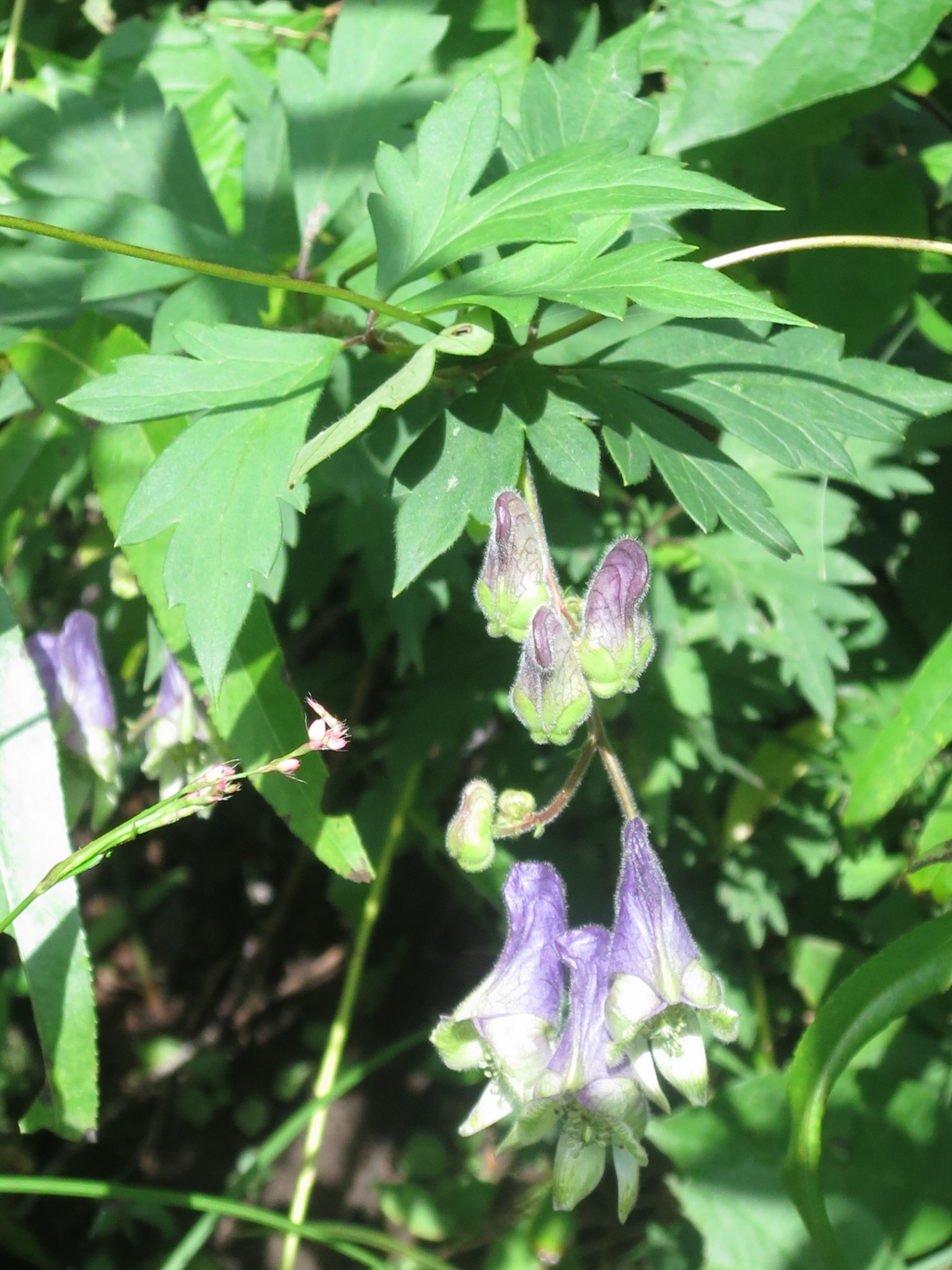
Aconitum stoloniferum

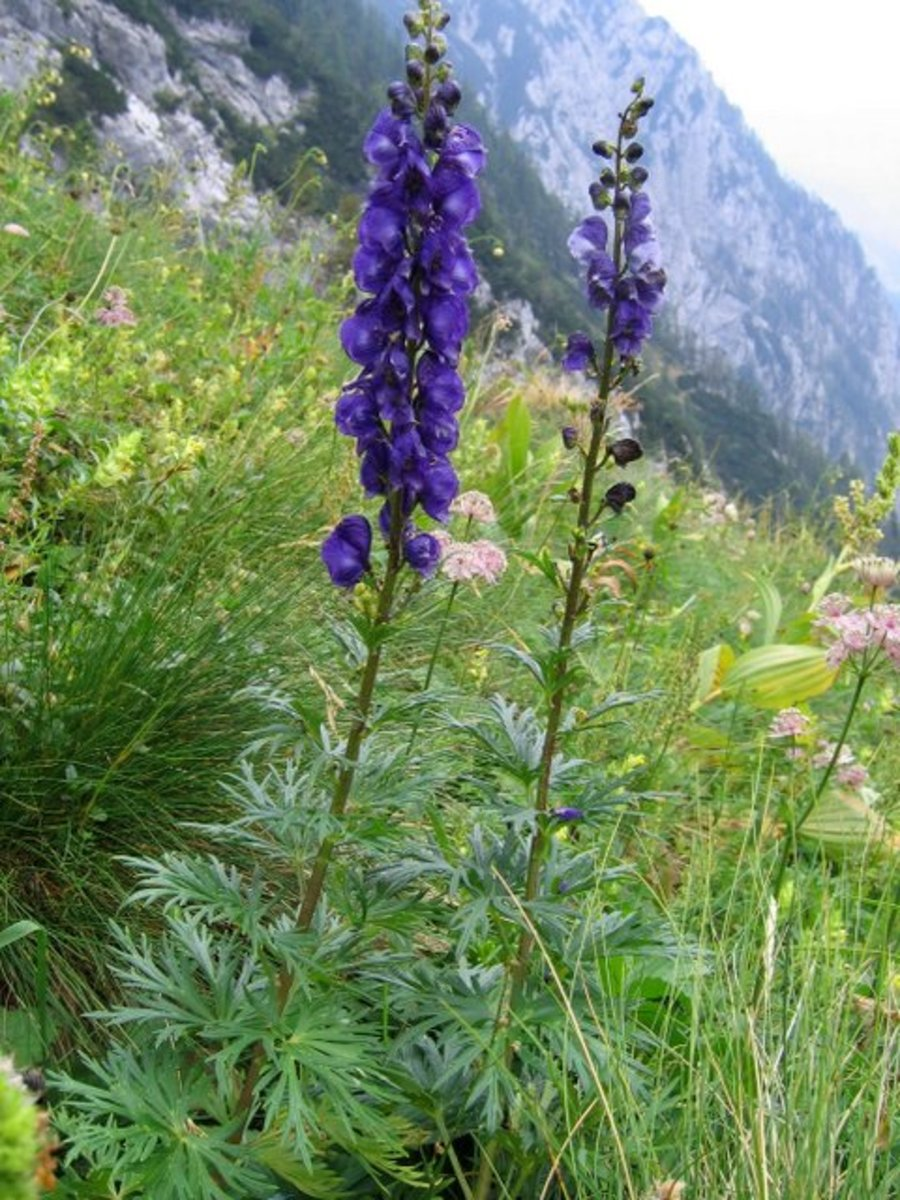
Habitus, Laubblätter und Blütenstand des Tauern-Eisenhutes (Aconitum tauricum)

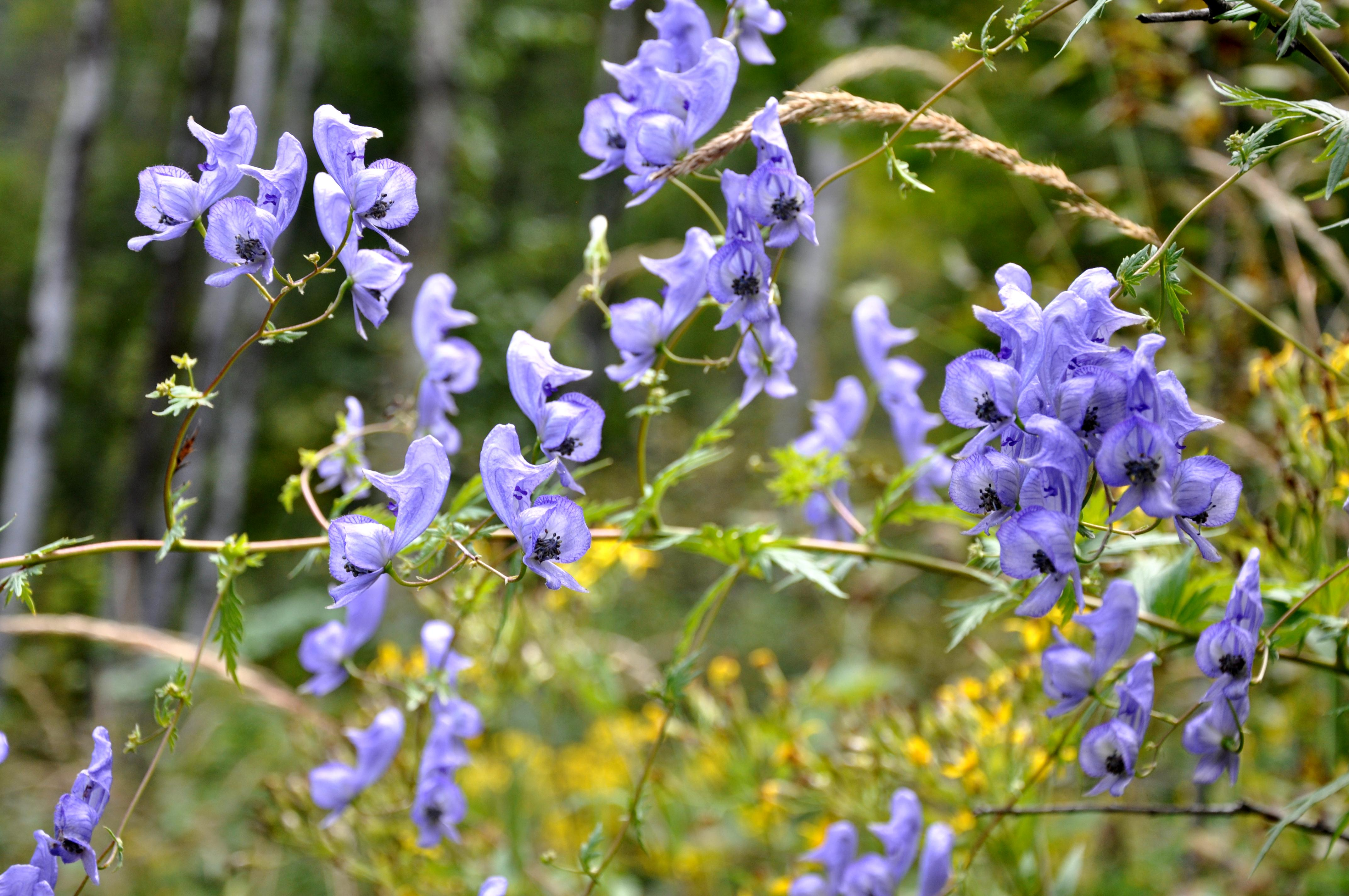
Aconitum tuscheticum

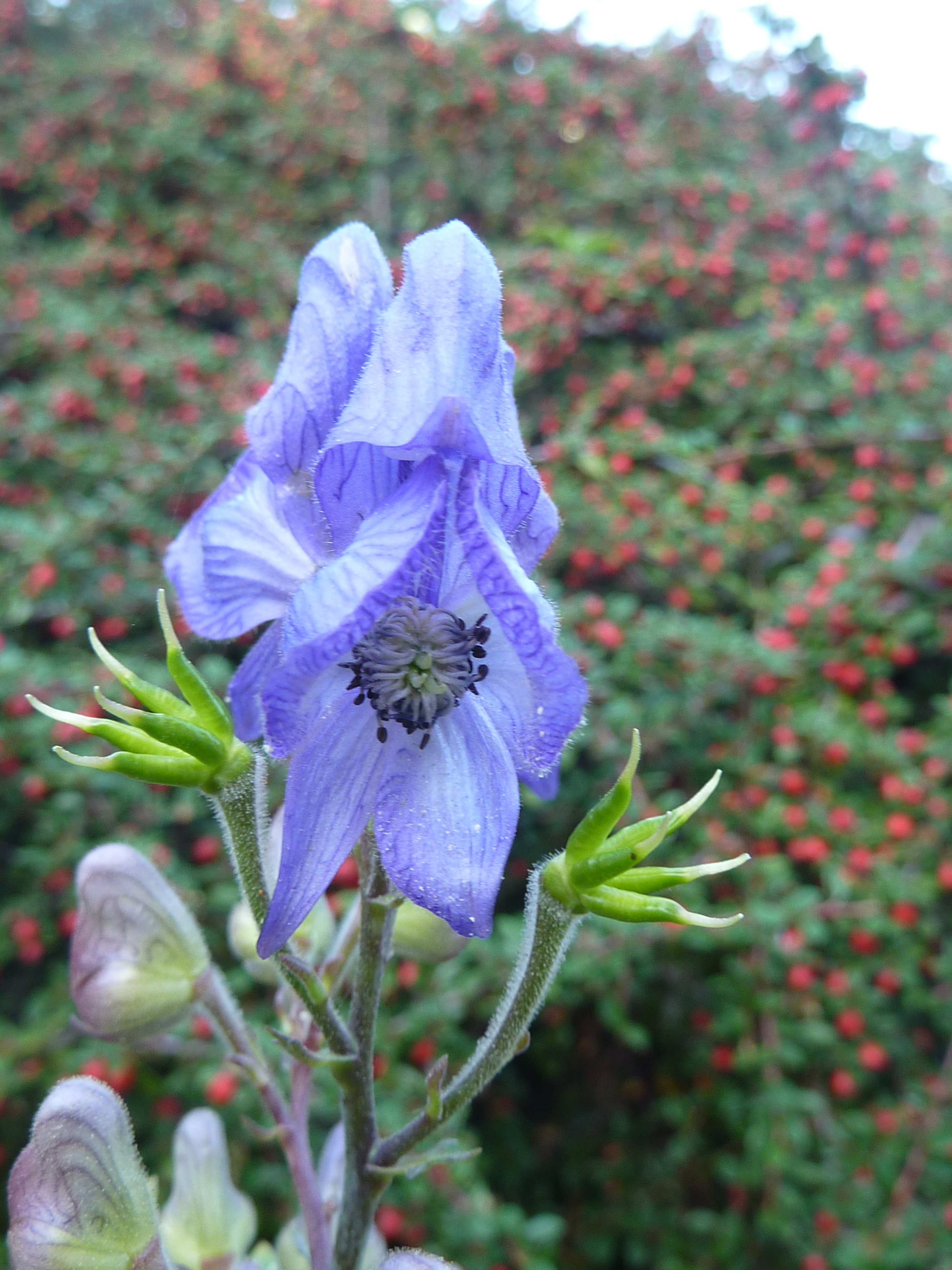
Blüte und junge Früchte von Aconitum uchiyamai

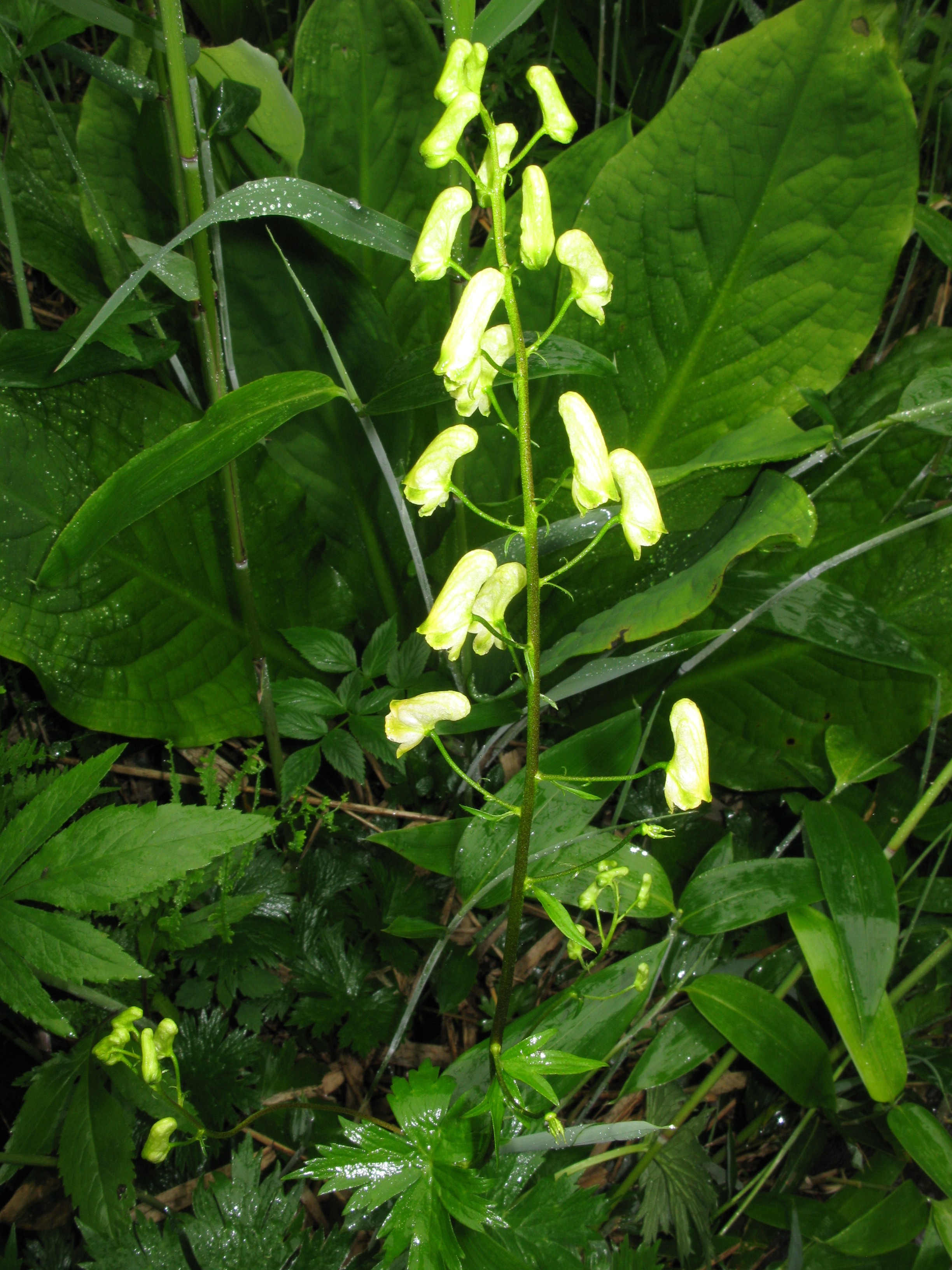
Blütenstand von Aconitum umbrosum

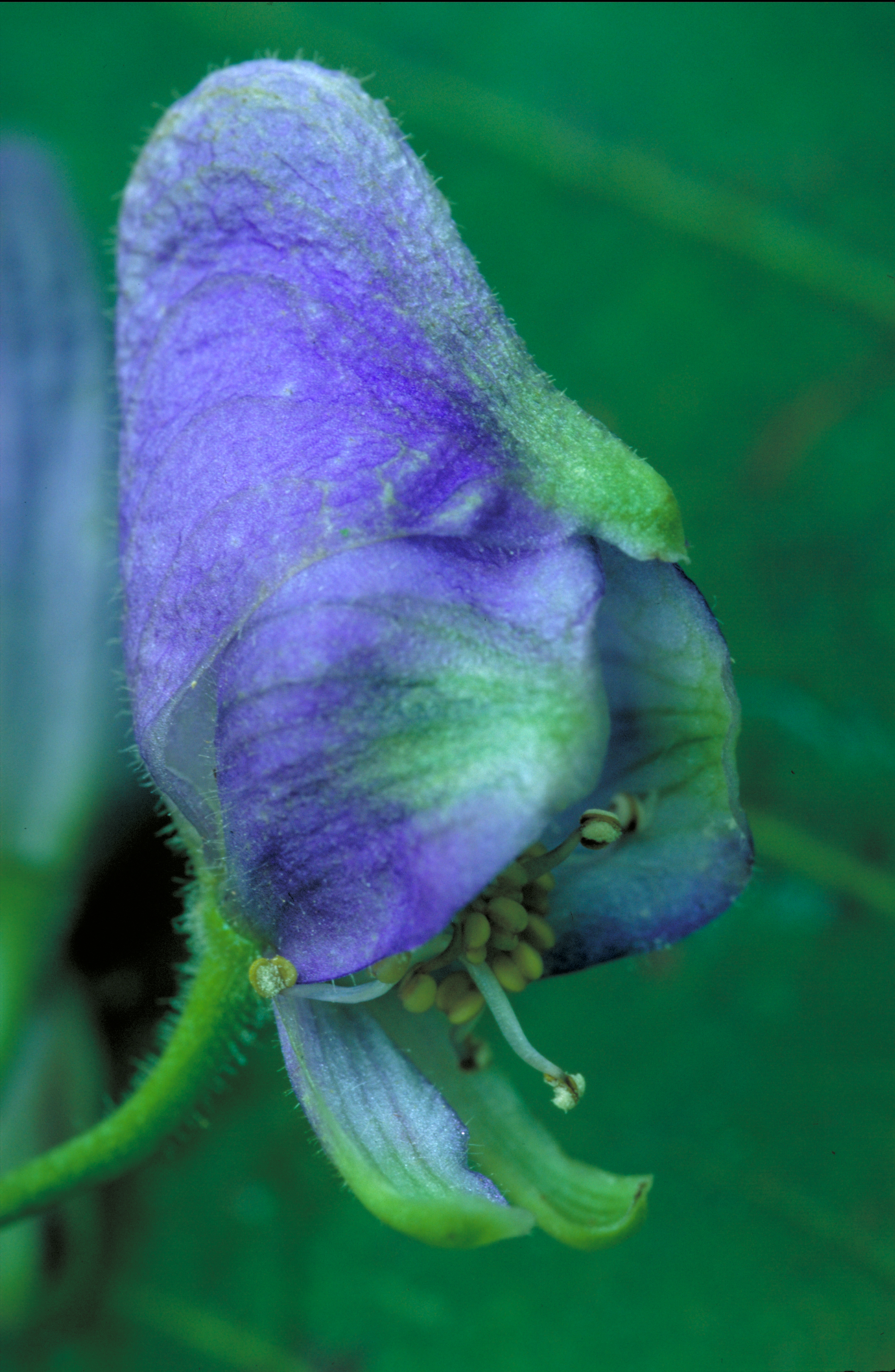
Blüte von Aconitum uncinatum

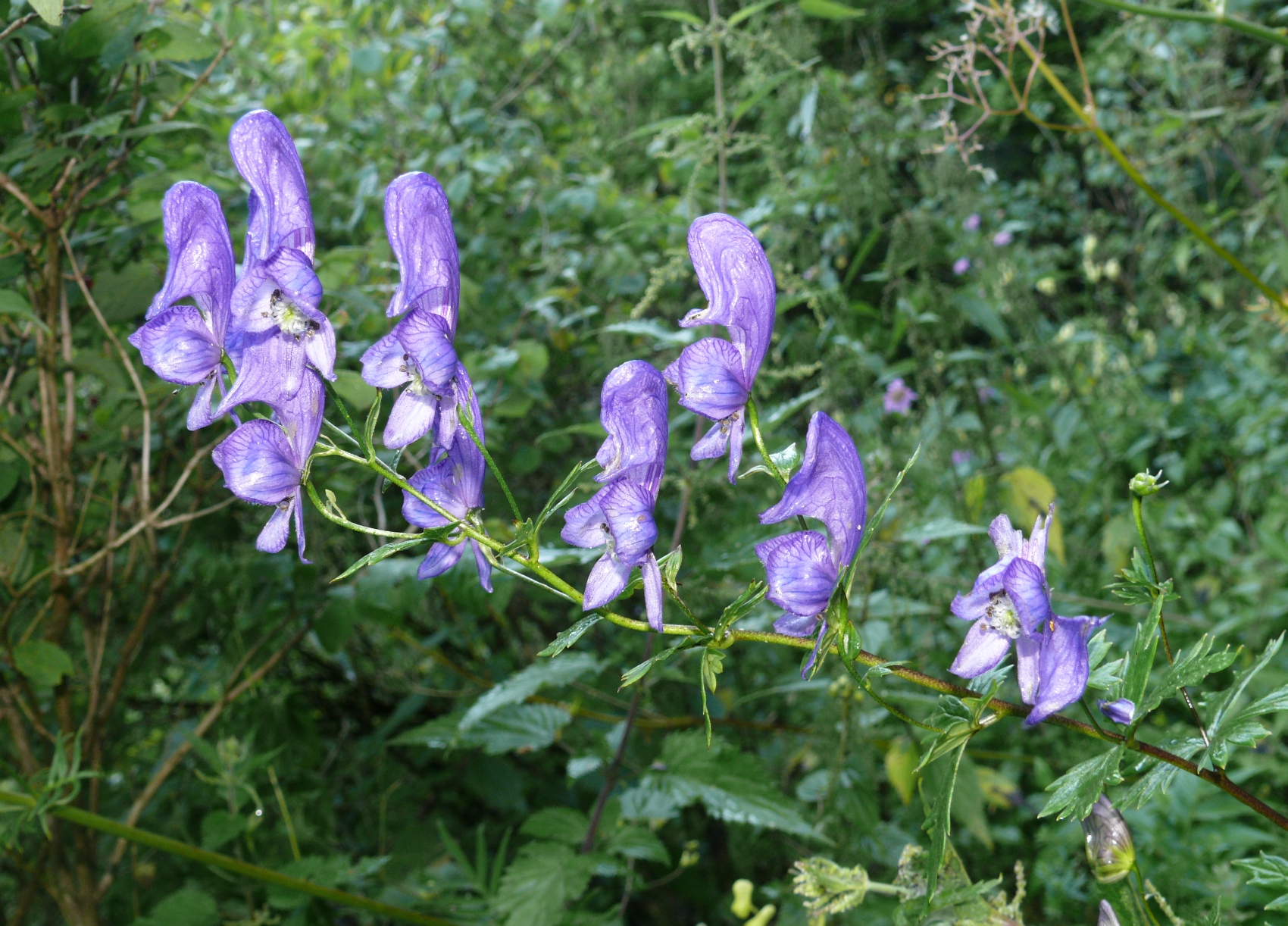
Blütenstand des Bunten Eisenhutes (Aconitum variegatum)

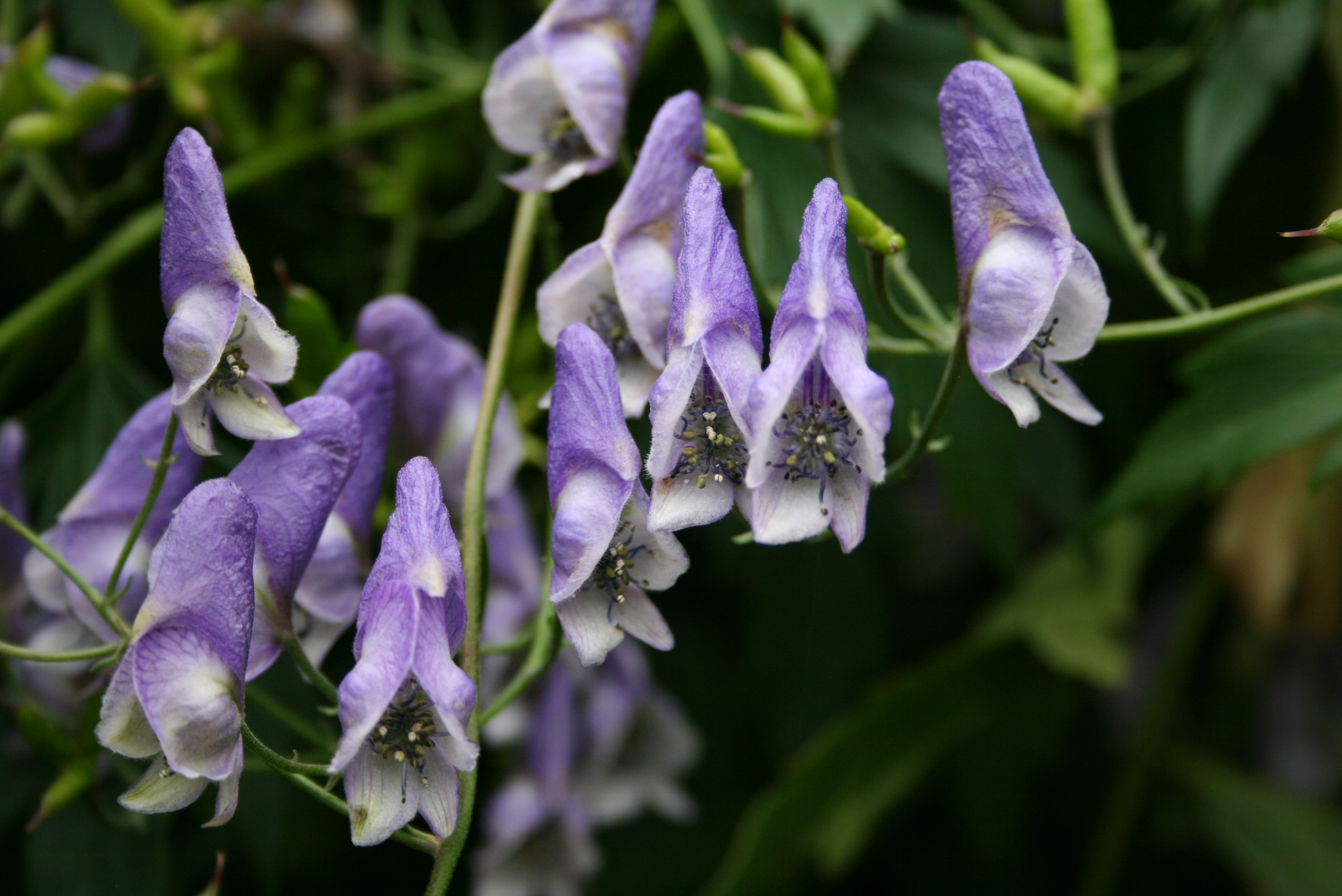
Blüten von Aconitum yuparense

### Taxonomie
Die Gattung Aconitum wurde durch Carl von Linné 1753 in Species Plantarum, Tomus I, S. 532 und 1754 in Genera Plantarum, 5. Auflage, S. 236 aufgestellt.

### Äußere Systematik
Die Gattung Aconitum gehört zur Tribus Delphinieae in der Unterfamilie der Ranunculoideae innerhalb der Familie der Ranunculaceae.
Damit die Gattung Aconitum monophyletisch wird, wurde durch Wang et al. 2013 für die monotypische Untergattung Aconitum subg. Gymnaconitum (Stapf) Rapaics die Gattung Gymnaconitum (Stapf) Wei Wang & Z.D.Chen reaktiviert; sie enthält nur eine Art:
- Aconitum gymnandrum Maxim. → Gymnaconitum gymnandrum (Maxim.) Wei Wang & Z.D.Chen:[11] Sie kommt nur auf dem Qinghai-Tibet-Plateau in Tibet und in den chinesischen Provinzen südliches Gansu, Qinghai, westliches Sichuan sowie vielleicht Yunnan vor.[2]

### Innere Systematik
Die Gattung Aconitum wird bei Kita und Ito 2000; Utelli et al. 2000; Luo et al. 2005; Jabbour und Renner 2011; Hong et al. 2017 in vier Untergattungen gegliedert:
- Untergattung Aconitum subg. Aconitum: Sie gilt 2015/2021 als monophyletisch.[1]
- Untergattung Aconitum subg. Fletcherum (Tamura) Y.Hong & Q.E.Yang: Sie gilt 2015/2021 als monophyletisch.[1]
- Untergattung Aconitum subg. Galeata (Rapaics) Y.Hong & Q.E.Yang: Sie gilt 2015/2021 als monophyletisch.[1]
- Untergattung Aconitum subg. Lycoctonum (DC.) Peterm.: Sie gilt 2017/2021 als monophyletisch.[1][14]

Anders verhält es sich bei der nächsten Untergattung:
- Untergattung Aconitum subg. Anthora (Rapaics) Peterm.: Sie gilt bei Novikoff und Mitka 2015 als nicht monophyletisch und auch der taxonomische Rang ist nicht klar.[1]

### Arten und ihre Verbreitung
Die Gattung Aconitum gilt als arktische Gattung aus dem Tertiär, die sich von Sibirien aus über Europa, Asien und Amerika ausgebreitet hat, wobei als Auslöser der pflanzlichen Wanderung die Eiszeiten gelten. Etwa die Hälfte der etwa 400 gültigen Arten kommen in China vor (211 Arten, davon 166 nur dort).
Die Gattung Aconitum ist in den gemäßigten Gebieten der Nordhalbkugel weitverbreitet. Das Zentrum der Artenvielfalt dieser Gattung liegt im östlichen Himalaja, südwestlichen China und in Japan.
Die Untergattung Aconitum subg. Aconitum enthält etwa 250 Arten. Das Zentrum der Artenvielfalt dieser Untergattung liegt in Ostasien. In Europa kommen 94 Taxa (Arten, Unterarten, Varietäten und Hybriden). Davon kommen 22 Arten und 28 Nothospecies nur in Europa vor. Acht Arten kommen nur in den Karpaten und im Balkangebirge vor.
In Mitteleuropa sind die beiden blaublühenden Arten Blauer Eisenhut (Aconitum napellus) und Bunter Eisenhut (Aconitum variegatum) sowie der gelbblühende Wolfs-Eisenhut (Aconitum lycoctonum subsp. vulparia) am weitesten verbreitet; sie stehen unter Naturschutz.
Die folgende Zusammenstellung der europäischen und einiger asiatischer Eisenhut-Arten gibt den wissenschaftlichen Namen, wenn möglich eine Abbildung, das Verbreitungsgebiet, die Blütenfarbe und die deutsche Bedeutung des wissenschaftlichen Namens. Im Anschluss daran findet sich eine Auflistung von über 500 Eisenhut-Arten.
| Name (Erstbeschreibung)                                       | Trivialname und Synonyme | Verbreitung | Bedeutung des lateinischen Namens                                                           | Verbreitungs- karte | Abbildung |
| ------------------------------------------------------------- | --- | --- | ------------------------------------------------------------------------------------------- | ------------------- | --------- |
| Aconitum anthora L. (1753)                                    | Gift-Eisenhut (24 Synonyme) | Eurasien | „anti“ (gegen) und „Ranunculus thora“, (gegen den sehr giftigen Schildblättrigem Hahnenfuß) |                     |           |
| Aconitum angustifolium Bernh. ex Rchb. (1820)                 | | NO Italien, Slowenien | schmale Blätter                                                                             |                     |           |
| Aconitum aquilonare A.Kern. ex Gayer (1911)                   | | Rumänien, S Karpaten | nördlich, mitternächtlich                                                                   |                     | :         |
| Aconitum burnatii Gáyer (1909)                                | | Frankreich, Italien, Marokko, Spanien | Émile Burnat (Schweizer Ingenieur und Botaniker)                                            |                     |           |
| Aconitum bucovinense Zapal. (1762)                            | | Karpaten (Polen Ukraine, Rumänien) | aus der Bukowina; (Buchenland) in Rumänien und der Ukraine\|                                |                     | :         |
| Aconitum x cammarum L. (1762)                                 | A. napellus × A. variegatum (13 Synonyme) | Österreich, Tschechien, Slowakei, Frankreich, Italien, Polen, Rumänien, Schweiz, Ukraine                                                                                            |                                                                                             |                     | :         |
| Aconitum carmichaelii Debeaux (1779) (5 Synonyme)             | | N - Vietnam und in China, (fünf Varietäten) | Dugald Carmichael -schottischer Offizier und Botaniker                                      |                     |           |
| Aconitum degenii Gáyer (1906)                                 | Rispiger E., Rispen E., Degens E. (17 Synonyme) | | Árpád von Degen – ungarischer Botaniker                                                     |                     |           |
| * Aconitum degenii subsp. rhaeticum Starm. (1996)             | | Schweiz | rhaeticum (lat.) - Schweiz                                                                  |                     |           |
| * Aconitum degenii subsp. valesiacum (Gáyer) Mucher (1993)    | | Österreich, Frankreich, Italien, Schweiz | Valais – Wallis, oberes Rhonetal                                                            |                     |           |
| * Aconitum degenii subsp. paniculatum (Arcang.) Mucher (1993) | Rispiger Eisenhut, Rispen Eisenhut, Synonyme: -Aconitum variegatum subsp. valesiacum (Gáyer) Greuter & Burdet | Ostalpen bis Balkan | panicula : (lat.) Rispe, Büschel                                                            |                     |           |
| Aconitum ferox Wall. ex Ser. (1823)                           | Himalaya-Eisenhut | Himalaja | ferox (lat.) = wild, trotzig; dornig                                                        |                     |           |
| Aconitum firmum Rchb. (1819)                                  | | Karpaten, Osteuropa | firmus (lat.) = fest, stark                                                                 |                     |           |
| Aconitum hemsleyanum E.Pritz (1900)                           | (16 Synonyme) | Myanmar und China, (elf Varietäten)f. | William Botting Hemsley englischer Botaniker                                                |                     |           |
| Aconitum henryi E.Pritz. ex Diels (1900)                      | Henry-Eisenhut (6 Synonyme) | Vier Varietäten in den chinesischen Provinzen südliches Gansu, westliches Henan, Hubei, nordwestliches Hunan, südöstliches Shaanxi, südliches Shanxi, Sichuan, westliches Zhejiang. | Augustine Henry (irischer Botaniker und Sinologe)                                           |                     |           |
| Aconitum japonicum Thunb. (1784)                              | (3 Synonyme) | Zwei Unterarten in Japan, Korea und chinesischer Provinz Liaoning. | aus Japan                                                                                   |                     |           |
| Aconitum lamarckii Rchb. (1825)                               | Hahnenfußblättriger-Eisenhut, Pyrenäen-Eisenhut, (16 Synonyme) Auswahl A. atlanticum, A. vulparia pyrenaicum, A. platanifolium, A. lycoctonum subsp. platanifolium, A. vulparia subsp. neapolitanum A. lycoctonum ssp. neapolitanum (Ten.) Nyman - Aconitum ranunculifolium Rchb. - Aconitum hispanicum Gáyer | Süd- und Mitteleuropa (nicht in Deutschland) | Jean-Baptiste de Lamarck, französischer Botaniker und Zoologe                               |                     |           |
| Aconitum lasiostomum (Rchb.) ex Besser (1821)                 | (2 Synonyme): - Aconitum lycoctonum subsp. lasiostomum (Spreng.) Warncke | Baltikum, Ukraine, Rumänien, Westrussland | lasio (lat.) : haarig, wollig stoma (gr. ) Mund                                             |                     |           |
| Aconitum leucostomum Vorosch (1952)                           | | Mittelasien bis China (mehrere Varietäten) | leukos (gr. ): weiß stoma (gr.): Mund                                                       |                     |           |
| Aconitum lycoctonum L. (1753)                                 | Wolfs-Eisenhut, Gelber Eisenhut; (40 Synonyme) A. boreale, A. luparie, A. ochroleucum, A. pyrenaicum, A. transsilvanicum | Eurasien (mehrere Unterarten) | lycoctonum = wolftötend                                                                     |                     |           |
| * Aconitum lycoctonum subsp. lamarckii                        | Lamarcks-Eisenhut Rchb. | Süd- und Mitteleuropa (nicht in Deutschland) |                                                                                             |                     |           |
| * Aconitum lycoctonum subsp. lasiostomum (Spreng.) Warncke    | | |                                                                                             |                     | :         |
| * Aconitum lycoctonum subsp. lycoctonum                       | Wolfs-Eisenhut Synonyme:- Aconitum septentrionale Koelle, - Aconitum excelsum Rchb. | Mittel-, Nord- und Nordosteuropa sowie in Asien |                                                                                             |                     |           |
| * Aconitum lycoctonum subsp. septentrionale Koelle            | Wolfs-Eisenhut Synonyme:- Aconitum septentrionale Koelle, - Aconitum excelsum Rchb. | Nordeuropa bis Mongolei |                                                                                             |                     |           |
| * Aconitum lycoctonum subsp. vulparia Rchb.                   | Wolfs-Eisenhut Synonyme:- Aconitum septentrionale Koelle, - Aconitum excelsum Rchb. | Nordeuropa bis Mongolei |                                                                                             |                     |           |
| Aconitum moldavicum Hacq. (1790)                              | (6 Synonyme) - Aconitum lycoctonum subsp. moldavicum (Hacq.) Jalas - Aconitum carpaticum (DC.) Sagorski & Gus.Schneid. | Karpaten | aus der Region Moldau                                                                       |                     |           |
| Aconitum napellus L. (1753)                                   | Blauer Eisenhut (60 Synonyme) | Zahlreiche Unterarten in Europa. | kleine Rübe                                                                                 |                     |           |
| * Aconitum napellus nothosubsp. Polatschekii Mucher ex Starm. | | Österreich, Deutschland |                                                                                             |                     |           |
| * Aconitum napellus nothosubsp. Seitzii. Mucher ex Starm      | | Österreich, Deutschland |                                                                                             |                     |           |
| * Aconitum napellus subsp. splendens (Font Quer) Rivas Mart   | | Spanien |                                                                                             |                     |           |
| Aconitum nasutum Fisch. ex Rchb. (1823)                       | Langnasiger Eisenhut (6 Synonyme) | Ostalpen bis zum Kaukasus | nasus (lat.) = Nase                                                                         |                     |           |
| Aconitum orientale Mill. (1768)                               | | Kaukasusraum, Türkei, Iran | oriens (lat.) = Osten                                                                       |                     |           |
| Aconitum plicatum Köhler ex Rchb. (1819)                      | Faltenstirniger E., Klaffender E. oder Sudeten-E. Aconitum plicatum subsp. sudeticum Mitka Aconitum plicatum var. clusianum (Rchb.) Mitka & Starm | Österreich, Sudeten, Erzgebirge, Fichtelgebirge, Bayrischer Wald | plicat (lat.) = biegen, falten                                                              |                     |           |
| Aconitum septentrionale Koelle (1787)                         | (3 Synonyme) | Nordeuropa bis Mongolei | nördlich, (septentrio (lat.) = Siebengestirn - Sternbild Großer Bär)                        |                     |           |
| Aconitum superbum Fritsch (1895)                              | | Jugoslawien | superba (lat.) = stolz, erhaben                                                             |                     |           |
| Aconitum tauricum Wulfen (1789)                               | Tauern-Eisenhut. (12 Synonyme) Aconitum geraniifolium Host Aconitum multifidum Koch ex Rchb. Aconitum napellus subsp. tauricum (Wulfen) Gáyer | Süd- und Ostalpen, Karpaten | aus dem Tauern Gebirge                                                                      |                     |           |
| Aconitum variegatum L. (1753)                                 | Bunter Eisenhut oder Gescheckter Eisenhut (51 Synonyme) | Europa über Türkei bis Kaukasusraum und Ukraine. (mehrere Unterarten) | variegatus (lat.) = vielfarbig                                                              |                     |           |
| Aconitum volubile Pall. Ex Koelle (1787)                      | Windender Eisenhut (3 Synonyme) | Sibirien, Mongolei und chinesische Provinzen Heilongjiang, Jilin, Liaoning.( zwei Varietäten).                                                                                      | volubile (lat.) = drehbar beweglich                                                         |                     |           |
| Aconitum vulparia Rchb. (1819)                                | Wolfs-Eisenhut (8 Synonyme) | | vulpes (lat.) = Fuchs                                                                       |                     |           |

Die Gattung Eisenhut (Aconitum) enthält etwa (je nach Autor 100 bis) 300 bis 400 Arten (Auswahl):
- Aconitum abietetorum W.T.Wang & L.Q.Li: Dieser Endemit gedeiht an Rändern von Tannenwäldern in Höhenlagen von etwa 3800 Metern nur im Muli Zang Zu Zizhixian im südwestlichen Sichuan.[2]
- Aconitum acutiusculum H.R.Fletcher & Lauener: Die zwei Varietäten sind Endemiten im Dêqên Xian im nordwestlichen Yunnan und gedeihen an Grashängen in Höhenlagen von 4000 bis 4100 Metern.[2]
- Aconitum alboflavidum W.T.Wang: Dieser Endemit gedeiht in Tannenwäldern und an Grashängen in Höhenlagen von 3400 bis 3800 Metern nur im Dêqên Xian im nordwestlichen Yunnan.[2]
- Weißvioletter Eisenhut (Aconitum alboviolaceum Kom.): Die drei Varietäten sind in China, Korea und in Russlands Fernem Osten verbreitet.[2]
- Aconitum alpinonepalense Tamura: Dieser Endemit gedeiht an Berghängen in Höhenlagen etwa 4700 Metern nur im Nyalam Xian im südlichen Tibet.[2]
- Aconitum altaicum Steinb.
- Aconitum ambiguum Rchb.: Sie kommt in Sibirien, in Russlands Fernem Osten, in der Mongolei und in Heilongjiang vor.[2]
- Aconitum amplexicaule Lauener
- Aconitum anglicum Stapf: Südwestliches und westliches England und östliches Wales.[1]
- Aconitum angulatum Tamura
- Aconitum angusticassidatum Steinb.
- Aconitum angustifolium Bernh. ex Rchb.: Sie kommt in den Julischen Alpen und Voralpen in Italien und Slowenien vor.[1]
- Gift-Eisenhut (Aconitum anthora L.): Er ist in Eurasien verbreitet.
- Aconitum anthoroideum DC.: Sie kommt in Russland, in der Mongolei und im nördlichen Xinjiang vor.[2]
- Aconitum apetalum (Huth) B.Fedtsch.: Sie kommt in Kasachstan und Xinjiang vor.[2]
- Aconitum aquilonare A.Kern. ex Gáyer
- Aconitum artemisiifolium A.I.Baranov & Skvortsov
- Aconitum assamicum Lauener
- Aconitum atlanticum Coss.
- Aconitum austrokoreense Koidz.
- Aconitum austroyunnanense W.T.Wang: Dieser Endemit gedeiht in Sträuchern in Höhenlagen von 1700 bis 2500 Metern nur im Jingdong Xian sowie Xinping Yi-Dai Zu Zizhixian in Yunnan.[2]
- Aconitum axilliflorum Vorosch.
- Aconitum azumiense Kadota & Hashido
- Aconitum baburinii (Vorosch.) Schlotgauer
- Aconitum baicalense Turcz. ex Rapaics, Heimat: Sibirien
- Aconitum bailangense Y.Z.Zhao: Dieser Endemit gedeiht im Grasland nur in Hinggan Meng in der Inneren Mongolei.[2]
- Aconitum balfourii Stapf: Sie gedeiht in der subalpinen Höhenstufe in Höhenlagen von 3000 bis 4300 Metern im indischen Himalaya.[21]
- Aconitum barbatum Patrin ex Pers.: Die drei Varietäten sind in China, Russlands Fernem Osten und Sibirien verbreitet.[2]
- Aconitum bhedingense Lauener
- Aconitum bhutanobulbilliferum Kadota: Sie wurde 2010 aus Bhutan erstbeschrieben.
- Aconitum biflorum Fisch. ex DC.
- Aconitum birobidshanicum Vorosch.: Sie kommt in Russlands Fernem Osten, in der Mongolei und in Heilongjiang vor.[2]
- Aconitum brachypodum Diels: Die drei Varietäten gedeihen an grasigen Hängen und Bergen in Höhenlagen von 2800 bis 4300 Metern in den chinesischen Provinzen Sichuan sowie Yunnan.[2]
- Aconitum bracteolatum Lauener: Sie gedeiht im Gebirge in Höhenlagen von etwa 4000 Metern nur im südöstlichen Tibet.[2]
- Aconitum bracteolosum W.T.Wang: Dieser Endemit kommt nur im Zhongdian Xian im nordwestlichen Yunnan vor.[2]
- Aconitum brevicalcaratum (Finet & Gagnep.) Diels: Die zwei Varietäten gedeihen in Höhenlagen von 2800 bis 3800 Metern im südwestlichen Sichuan und in Yunnan.[2]
- Aconitum brevilimbum Lauener: Dieser Endemit gedeiht in Höhenlagen von 3800 bis 4300 Metern nur im Mêdog Xian im östlichen Tibet.[2]
- Aconitum brevipetalum W.T.Wang: Dieser Endemit gedeiht entlang von Fließgewässern in Höhenlagen etwa 4000 Metern nur im Weixi Lisu Zu Zizhixian im nordwestlichen Yunnan.[2]
- Aconitum brunneum Hand.-Mazz.: Sie gedeiht in Höhenlagen von 3000 bis 4300 Metern im südwestlichen Gansu, im südöstlichen Qinghai und im nordwestlichen Sichuan.[2]
- Aconitum bucovinense Zapał.: Östliche und südliche Karpaten.[1]
- Aconitum bulbilliferum Hand.-Mazz.: Dieser Endemit gedeiht im Gebirge in Höhenlagen von etwa 3600 Metern nur im Huili Xian im südwestlichen Sichuan.[2]
- Aconitum bulleyanum Diels: Sie gedeiht in Höhenlagen von 3200 bis 3500 Metern nur im westlichen Yunnan.[2]
- Aconitum burnatii Gáyer: Sie kommt in den Seealpen und im französischen Zentralmassiv vor.[1]
- Aconitum ×cammarum L. (= Aconitum napellus × Aconitum variegatum): Sie ist eine europäische Gartenpflanze.[1]
- Aconitum calthifolium Comber
- Aconitum campylorrhynchum Hand.-Mazz.: Sie gedeiht in Höhenlagen von 3200 bis 4000 Metern im südwestlichen Gansu sowie Sichuan.[2]
- Aconitum cannabifolium Franch. ex Finet & Gagnep.: Sie gedeiht in Wäldern entlang von Fließgewässern in Höhenlagen von 1300 bis 2000 Metern in den chinesischen Provinzen westliches Hubei, südliches Shaanxi sowie nordöstliches Sichuan.[2]
- Aconitum carmichaelii Debeaux (Syn.: Aconitum jiulongense W.T.Wang): Die etwa fünf Varietäten sind in China und vielleicht im nördlichen Vietnam verbreitet.[2] In Frankreich, Deutschland, Österreich und in Schottland ist sie ein Neophyt.[1]
  - Aconitum carmichaelii Debeaux var. carmichaelii (Syn.: Aconitum bodinieri H.Lév. & Vaniot, Aconitum kusnezoffii var. bodinieri (H.Lév. & Vaniot) Finet & Gagnep., Aconitum lushanense Migo): Sie gedeiht in Höhenlagen von 3200 bis 4000 Metern im südwestlichen Gansu sowie Sichuan.[2]
  - Aconitum carmichaelii var. hwangshanicum (W.T.Wang & P.K.Hsiao) W.T.Wang & P.K.Hsiao: Sie gedeiht im Gebirge in Höhenlagen von etwa 1000 Metern in den chinesischen Provinzen südliches Anhui, nordöstliches Jiangxi sowie nordwestliches Zhejiang.[2]
  - Aconitum carmichaelii var. pubescens W.T.Wang & P.K.Hsiao: Sie gedeiht entlang von Fließgewässern in Höhenlagen von 3200 bis 3300 Metern im nordwestlichen Sichuan.[2]
  - Aconitum carmichaelii var. tripartitum W.T.Wang: Sie kommt nur in Jiangsu vor.[2]
  - Chinesischer Eisenhut (Aconitum carmichaelii var. truppelianum (Ulbrich) W.T.Wang & P.K.Hsiao, Syn.: Aconitum chinense Paxton, Aconitum japonicum var. truppelianum Ulbr., Aconitum carmichaelii var. fortunei (Hemsley) W.T.Wang & P.K.Hsiao, Aconitum fortunei Hemsley, Aconitum kitagawae Nakai, Aconitum liaotungense Nakai, Aconitum takahashii Kitagawa, Aconitum truppelianum (Ulbrich) Nakai): Sie kommt in den chinesischen Provinzen Jiangsu, südliches Liaoning, Shandong sowie nördliches Zhejiang vor.[2]
- Aconitum castellanum (Molero & Blanché) Rottensteiner: Sie kommt in Spanien vor.[1]
- Aconitum cavaleriei H.Lév. & Vaniot: Es gibt zwei Varietäten:
  - Aconitum cavaleriei var. aggregatifolium (Chang ex W.T.Wang) W.T.Wang: Sie gedeiht in Wäldern entlang von Fließgewässern in Höhenlagen von 1400 bis 2200 Metern nur im nördlichen Sichuan.[2]
  - Aconitum cavaleriei H.Lév. & Vaniot var. cavaleriei: Sie gedeiht an feuchten Standorten auf Bergen in den chinesischen Provinzen Guizhou, Hunan sowie westliches Sichuan.[2]
- Aconitum changianum W.T.Wang: Sie kommt im südöstlichen Tibet und vielleicht auch in Yunnan vor.[2]
- Aconitum charkeviczii Vorosch.
- Aconitum chasmanthum Stapf ex Holmes (Syn.: Aconitum chasmanthum subsp. baltistanicum Qureshi & Chaudhri, Aconitum kurramense Qureshi & Chaudhri, Aconitum napellus Pall. non  L., Aconitum violaceum var. robustum Stapf): Sie kommt im nordwestlichen Indien, Kaschmir, Nepal, pakistanischen Swat sowie Chitral, in Sibirien, in der Mongolei und in Tibet vor.[2][22]
- Aconitum chayuense W.T.Wang: Sie kommt im östlichen Tibet vor.[2]
- Aconitum chiachaense W.T.Wang: Sie kommt in Tibet in Höhenlagen von 4400 bis 4800 Metern vor.[2]
- Aconitum chiisanense Nakai
- Aconitum chilienshanicum W.T.Wang: Sie kommt in Gansu und im nordöstlichen Qinghai in Höhenlagen von 3400 bis 3900 Metern vor.[2]
- Aconitum chloranthum Hand.-Mazz.
- Aconitum chrysotrichum W.T.Wang: Sie kommt im südwestlichen Sichuan in Höhenlagen von 4300 bis 4700 Metern vor.[2]
- Aconitum chuanum W.T.Wang: Sie kommt im nordwestlichen Yunnan vor.[2]
- Aconitum chuosjiaense W.T.Wang: Sie kommt im nordwestlichen Sichuan vor.[2]
- Aconitum clusianum Rchb.[1]
- Aconitum cochleare Vorosch.
- Aconitum columbianum Nutt. (Syn.: Aconitum leibergii Greene, Aconitum mogollonicum Greene, Aconitum noveboracense A.Gray ex Coville, Aconitum viviparum Greene): Sie ist mit zwei Varietäten hauptsächlich im westlichen Nordamerika verbreitet und kommt auch in Mexiko vor.[3]
- Aconitum consanguineum Vorosch.
- Aconitum contortum Finet & Gagnep.: Sie kommt im nordwestlichen Yunnan vor.[2]
- Aconitum contractum Vorosch.
- Aconitum coreanum (H.Lév.) Rapaics (Syn.: Aconitum delavayi var. coreanum H.Lév): Sie ist in Korea, in der Mongolei, Russlands Fernen Osten und in den chinesischen Provinzen nördliches Hebei, östliches Heilongjiang, Jilin, Liaoning verbreitet.[2]
- Aconitum coriaceifolium W.T.Wang: Sie kommt in Sichuan vor.[2]
- Aconitum coriophyllum Hand.-Mazz.: Sie kommt im nordwestlichen Yunnan vor.[2]
- Aconitum corsicum Gáyer: Sie kommt in Korsika vor.[1]
- Aconitum crassicaule W.T.Wang: Sie kommt im nordwestlichen Yunnan in Höhenlagen von 2800 bis 3300 Metern Meereshöhe vor.[2]
- Aconitum crassiflorum Hand.-Mazz.: Sie kommt im südwestlichen Sichuan und im nordwestlichen Yunnan in Höhenlagen von 3200 bis 4200 Metern Meereshöhe vor.[2]
- Aconitum crassifolium Steinb.
- Aconitum creagromorphum Lauener: Sie kommt im südlichen Tibet in Höhenlagen von 4600 bis 4700 Metern vor.[2]
- Aconitum curvipilum Riedl: Sie ist nur vom Typusfundort am Shandur-Pass, südöstliche von Mastuj im pakistanischen Chitral bekannt.[22]
- Aconitum cymbulatum (Schmalh.) Lipsky
- Aconitum daxinganlinense Y.Z.Zhao: Sie kommt in der Inneren Mongolei vor.[2]
- Aconitum decipiens Vorosch. & Anfalov
- Degens Eisenhut (Aconitum degenii Gáyer): Es gibt mehrere Unterarten:[1]
  - Aconitum degenii Gáyer subsp. degenii: Heimat: Rumänien und Russland
  - Rispiger Eisenhut (Aconitum degenii subsp. paniculatum (Arcang.) Mucher, Syn.: Aconitum paniculatum auct.): Er gedeiht in den Gebirgen Europas.
  - Walliser Scheck-Eisenhut (Aconitum degenii subsp. valesiacum (Gáyer) Mucher, Syn.: Aconitum variegatum subsp. valesiacum (Gáyer) Greuter & Burdet): Er kommt in Frankreich, Deutschland, in der Schweiz, in Italien, im früheren Jugoslawien, in Polen, in der Slowakei und in Rumänien vor.[23]
- Aconitum delavayi Franch.: Sie kommt im nordwestlichen Yunnan in Höhenlagen von 3700 bis 3800 Metern vor.[2]
- Aconitum delphiniifolium DC.[3]
- Aconitum desoulavyi Kom.
- Aconitum dhwojii Lauener
- Aconitum diqingens Q.E.Yang & Z.D.Fang: Sie kommt im nordwestlichen Yunnan in Höhenlagen von 4200 bis 4300 Metern vor.[2]
- Aconitum dissectum D.Don
- Aconitum dolichorhynchum W.T.Wang: Sie kommt im nordwestlichen Yunnan vor.[2]
- Aconitum dolichostachyum W.T.Wang: Sie kommt im östlichen Tibet vor.[2]
- Aconitum duclouxii H.Lév.: Es gibt zwei Varietäten. Sie kommen in Yunnan in Höhenlagen von 3400 bis 4000 Metern vor.[2]
- Aconitum dunhuaense S.H.Li: Sie kommt in Jilin vor.[2]
- Aconitum elliotii Lauener: Die vier Varietäten kommen im östlichen Tibet in Höhenlagen von 3100 bis 4000 Metern vor.[2]
- Aconitum elwesii Stapf: Sie kommt in Nepal, Sikkim und im südlichen Tibet vor.[2]
- Aconitum episcopale H.Lév.: Es gibt zwei Varietäten in den chinesischen Provinzen westliches Guizhou, südwestliches Sichuan sowie Yunnan. Sie kommen in Höhenlagen von 2200 bis 3200 Metern vor.[2]
- Aconitum falciforme Hand.-Mazz.: Sie kommt im westlichen Sichuan in Höhenlagen um 4500 Metern vor. Vorkommen in Yunnan sind fraglich.[2]
- Aconitum fangianum W.T.Wang: Sie kommt im nordwestlichen Sichuan in Höhenlagen um 4200 Metern vor.[2]
- Aconitum fanjingshanicum W.T.Wang: Sie kommt in Guizhou vor.[2]
- Aconitum finetianum Hand.-Mazz. (Syn.: Aconitum sioseanum Migo): Sie kommt im südlichen Anhui, in Fujian, Hunan, Jiangxi und Zhejiang vor.[2]
- Himalaya-Eisenhut (Aconitum ferox Wall. ex Ser.), Heimat: Himalaja
- Aconitum firmum Rchb.: Sie kommt in den Karpaten, auf der Balkanhalbinsel und in Russland vor. Es gibt etwa vier Unterarten.[1]
- Aconitum fischeri Rchb. (Syn.: Aconitum arcuatum Maxim., Aconitum sinense Sieb. ex Lindl. & Paxton): Es gibt zwei Varietäten in Korea, Russlands Fernem Osten und in den chinesischen Provinzen Heilongjiang sowie Jilin.[2]
- Aconitum flavum Hand.-Mazz.
- Aconitum fletcherianum G.Taylor
- Aconitum formosanum Tamura
- Aconitum forrestii Stapf: Es gibt zwei Varietäten in den chinesischen Provinzen südwestliches Sichuan sowie nordwestliches Yunnan.[2]
- Aconitum franchetii Finet & Gagnep.
- Aconitum fukutomei Hayata
- Aconitum funiculare Stapf
- Aconitum fusungense Sheng Hao Li & Yun Hui Huang: Dieser Endemit gedeiht an grasigen Hängen in Höhenlagen von etwa 900 Metern nur im Fusong Xian in Jilin.[2]
- Aconitum gammiei Stapf (Syn.: Aconitum huizenense T.L.Ming, Aconitum nakaoi Lauener, Aconitum parabrachypodum Lauener): Sie kommt in Bhutan, Sikkim, Tibet und Yunnan vor.[2]
- Aconitum gassanense Kadota & Sh.Kato: Sie wurde 2003 aus Honshu erstbeschrieben.
- Aconitum geniculatum H.R.Fletcher & Lauener: Sie kommt mit vier Varietäten in den chinesischen Provinzen Sichuan sowie Yunnan vor.[2]
- Aconitum georgei Comber: Es ist ein Endemit im nordwestlichen Yunnan.[2]
- Aconitum gezaense W.T.Wang & L.Q.Li: Es ist ein Endemit im nordwestlichen Yunnan.[2]
- Aconitum gigas H.Lév. & Vaniot
- Aconitum glabrisepalum W.T.Wang: Es ist ein Endemit im Kangding Xian im westlichen Sichuan.[2]
- Aconitum gubanovii Luferov & Vorosh.
- Aconitum habaense W.T.Wang: Es ist ein Endemit im nordwestlichen Yunnan.[2]
- Aconitum hamatipetalum W.T.Wang: Es ist ein Endemit im nordwestlichen Yunnan.[2]
- Aconitum handelianum H.F.Comber: Sie kommt mit vier Varietäten in den chinesischen Provinzen nordwestliches bis westliches Sichuan sowie nordwestliches Yunnan vor.[2]
- Aconitum helenae Vorosch.
- Aconitum hemsleyanum E.Pritz.: Die elf Varietäten sind in Myanmar und China verbreitet.[2]
- Henry-Eisenhut (Aconitum henryi E.Pritz.): Die vier Varietäten sind in den chinesischen Provinzen südliches Gansu, westliches Henan, Hubei, nordwestliches Hunan, südöstliches Shaanxi, südliches Shanxi, Sichuan sowie im westlichen Zhejiang verbreitet.[2]
- Aconitum heterophylloides (Brühl) Stapf
- Aconitum heterophyllum Wall. ex Royle: Die zwei Varietäten[22] kommen in Indien, Nepal sowie Pakistan vor:
  - Aconitum heterophyllum var. bracteatum Stapf (Syn.: Aconitum heterophyllum subsp. parciflorum Qureshi & Chaudhri, Aconitum kashmiricum Stapf): Sie  kommt im nordwestlichen Himalaja von pakistanischen Chitral bis Kaschmir vor.[22]
  - Aconitum heterophyllum Wall. ex Royle var. heterophyllum (Syn.: Aconitum atees Royle, Aconitum cordatum Royle, Aconitum ovatum Lindl.): Sie kommt von Chitral, Kaschmir bis Kumaon (Uttar Pradesh) vor.
- Aconitum hicksii Lauener: Sie kommt in Bhutan und im südlichen Tibet in Höhenlagen von 3200 bis 4000 Metern vor.[2]
- Aconitum hookeri Stapf
- Aconitum hopeiense (W.T.Wang) Vorosch.
- Aconitum huiliense Hand.-Mazz.: Es ist ein Endemit im Huili Xian im südwestlichen Sichuan.[2]
- Aconitum ichangense (Finet & Gagnep.) Hand.-Mazz.: Sie kommt im westlichen Hubei vor.[2]
- Aconitum iidemontanum Kadota, Kita & Ueda
- Aconitum incisifidum W.T.Wang
- Aconitum infectum Greene
- Aconitum iochanicum Ulbr.: Es ist ein Endemit im nordwestlichen Yunnan.[2]
- Aconitum iranshahrii Riedl
- Aconitum jaluense Kom.: Die drei Varietäten sind in Korea, Russlands Fernem Osten und in den chinesischen Provinzen Heilongjiang, Jilin sowie südöstliches Liaoning verbreitet.[2]
- Aconitum japonicum Thunb.: Die zwei Unterarten sind in Japan, Korea und in der chinesischen Provinz Liaoning verbreitet.[2]
- Aconitum jeholense Nakai & Kitag. Es gibt zwei Varietäten. Sie kommen im östlichen Sibirien und in Hebei, der Inneren Mongolei, Shandong und Shanxi vor.[2]
- Aconitum jenisseense Polozhij: Es ist ein Endemit im Gyirong Xian in Tibet.[2]
- Aconitum jiulongense W.T.Wang & L.Q.Li: Sie kommt im westlichen Sichuan vor.[2]
- Aconitum jin-muratae Kadota & Nob.Tanaka: Sie wurde 2010 aus Myanmar erstbeschrieben.
- Aconitum kagerpuense W.T.Wang: Sie kommt im nordwestlichen Yunnan in Höhenlagen um 4000 Metern vor.[2]
- Aconitum kaimaense Uyeki & Sakata
- Aconitum kamelinii A.A.Solovjev
- Aconitum karafutense Miyabe & Nakai
- Aconitum karakolicum Rapaics: Es gibt zwei Varietäten. Sie kommen in Kasachstan und in Xinjiang vor.[2]
- Aconitum khanminthunii A.A.Solovjev & Shmakov
- Aconitum kialaense W.T.Wang: Sie kommt in Sichuan vor.[2]
- Aconitum kirghistanicum Kadota
- Aconitum kirinense Nakai: Die drei Varietäten sind in Russlands Fernem Osten und in China verbreitet.[2]
- Aconitum kitadakense Nakai
- Aconitum kiyomiense Kadota
- Aconitum kojimae Ohwi ex Tamura: Die zwei Varietäten kommen im südlichen Taiwan vor.[2]
- Aconitum komarovianum Nakai
- Aconitum kongboense Lauener: Es gibt drei Varietäten in China. Sie kommen im westlichen Sichuan, in Tibet und im nordwestlichen Yunnan in Höhenlagen von 3000 bis 4000 Metern vor.[2]
- Aconitum korshinskyi Tzvelev
- Aconitum krasnoboroffii Kadota
- Aconitum krylovii Steinb.; Heimat: Westsibirien
- Aconitum kunasilense Nakai
- Aconitum kungshanense W.T.Wang: Sie kommt in Yunnan in Höhenlagen von 3500 bis 4100 Metern vor.[2]
- Aconitum kusnezoffii Rchb.: Es gibt drei Varietäten in China, Korea und Sibirien.[2]
- Aconitum kuzenevae Vorosch.
- Aconitum laeve Royle (Syn.: Aconitum lycoctonum Besser non L.): Sie kommt vom nördlichen Indien sowie Kaschmir bis zum pakistanischen Chitral vor.[22]
- Aconitum laevicaule W.T.Wang: Es ist ein Endemit im Zhongdian Xian im nordwestlichen Yunnan.[2]
- Aconitum lamarckii Rchb.
- Aconitum lasiocarpum (Rchb.) Gáyer: Sie kommt in den Karpaten und in der Ukraine vor. Es gibt zwei Unterarten.[1]
- Aconitum lasiostomum Rchb. ex Besser
- Aconitum legendrei Hand.-Mazz.: Es ist ein Endemit im Mianning Xian im südwestlichen Sichuan.[2]
- Aconitum leiostachyum W.T.Wang: Es ist ein Endemit im Li Xian im nördlichen-zentralen Sichuan.[2]
- Aconitum leiwuqiense W.T.Wang: Es ist ein Endemit im Riwoqê Xian in Tibet.[2]
- Aconitum lethale Griff.
- Aconitum leucostomum Vorosch.: Es gibt mehrere Varietäten (Auswahl) in China, Kasachstan, Kirgisistan, in der Mongolei und im westlichen Sibirien:
  - Aconitum leucostomum var. hopeiense W.T.Wang: Sie kommt nur in Peking und im Xinglong Xian in Hebei vor.[2]
  - Aconitum leucostomum Vorosch. var. leucostomum: Sie kommt in Kasachstan, in Xinjiang und im Shandan Xian im nordwestlichen Gansu vor.[2]
- Aconitum liangshanicum W.T.Wang: Es ist ein Endemit im Yuexi Xian im südwestlichen Sichuan.[2]
- Aconitum lihsienense W.T.Wang: Es ist ein Endemit im Li Xian im nördlichen-zentralen Sichuan.[2]
- Aconitum liljestrandii Hand.-Mazz.: Es gibt zwei Varietäten im östlichen Tibet und westlichen Sichuan.[2]
- Aconitum limprichtii Hand.-Mazz.
- Aconitum lioui W.T.Wang: Es ist ein Endemit im Taibai Shan in Shaanxi.[2]
- Aconitum lobulatum W.T.Wang: Es ist ein Endemit im Muli Zang Zu Zizhi Xian im westlichen Sichuan.[2]
- Aconitum loczyanum Rapaics
- Aconitum lonchodontum Hand.-Mazz.: Sie gedeiht auf Bergen in Höhenlagen von etwa 2800 Metern nur im westlichen Hubei.[2]
- Aconitum longecassidatum Nakai: Sie kommt in Korea, in Liaoning und Shandong vor.[2]
- Aconitum longilobum W.T.Wang: Es ist ein Endemit im Nyingchi Xian im östlichen Tibet.[2]
- Aconitum longipedicellatum Lauener: Sie kommt nur im südöstlichen Tibet vor.[2]
- Aconitum longipetiolatum Lauener: Sie kommt nur im südöstlichen Tibet vor.[2]
- Aconitum longiracemosum Vorosch.: Sie kommt nur im westlichen Sichuan vor.[2]
- Aconitum ludlowii Exell: Es ist ein Endemit im Gyangzê Xian in Tibet.[2]
- Aconitum luningense W.T.Wang: Es ist ein Endemit im Mianning Xian in Sichuan.[2]
- Aconitum lycoctonifolium W.T.Wang & L.Q.Li: Es ist ein Endemit im Mêdog Xian in Tibet.[2]
- Aconitum lycoctonum L.: Es gibt mehrere Unterarten (Auswahl):
  - Gelber Eisenhut (Aconitum lycoctonum subsp. lycoctonum, Syn.: Aconitum excelsum Rchb., Aconitum septentrionale Koelle); Heimat: Europa
  - Wolfs-Eisenhut (Aconitum lycoctonum subsp. vulparia (Rchb.) Nyman, Syn.: Aconitum lycoctonum auct., Aconitum vulparia Rchb.)[19][20]; Heimat: Europa
- Aconitum macrorhynchum Turcz. ex Ledeb.: Sie kommt im östlichen Sibirien, im fernöstlichen Russland und in Heilongjiang vor.[2]
- Aconitum magnibracteolatum W.T.Wang: Es ist ein Endemit im Yanbian Xian im westlichen Sichuan.[2]
- Aconitum maninense (Skalický) Mitka: Sie kommt in den westlichen Karpaten vor.[1]
- Aconitum maowenense W.T.Wang: Es ist ein Endemit im Maowen Qiang Zu Zizhixian in Sichuan.[2]
- Aconitum mashikense Kadota & S.Umezawa: Sie wurde 2001 aus Hokkaido erstbeschrieben.
- Aconitum maximum Pall. ex DC.[3]
- Aconitum milinense W.T.Wang: Es ist ein Endemit im Mainling Xian im östlichen Tibet.[2]
- Aconitum miyabei Nakai
- Aconitum moldavicum Hacq.: Sie kommt in Ungarn, Polen, in der Slowakei, in Rumänien und in der Ukraine vor.[23] Sie wird auch von manchen Autoren als Unterart Aconitum lycoctonum subsp. moldavicum (Hacq.) Jalas zu Aconitum lycoctonum gestellt.
- Aconitum monanthum Nakai: Sie kommt im nördlichen Korea und in Jilin vor.[2]
- Aconitum montibaicalense Vorosch.
- Aconitum monticola Steinb.: Sie kommt in Kasachstan und in Xinjiang vor.[2]
- Aconitum moschatum (Brühl) Stapf
- Aconitum nagarum Stapf (Syn.: Aconitum dielsianum Airy Shaw): Die drei Varietäten sind vom nordöstlichen Indien (Assam) über das nördliche Myanmar bis Yunnan verbreitet.[2]
- Aconitum nakaoi Tamura
- Aconitum namlaense W.T.Wang (Es könnte sein, dass es ein Synonym von Aconitum stapfianum ist[2]): Es ist ein Endemit in der Nähe von Nanjiabawa Shan in Tibet.[2]
- Blauer Eisenhut (Aconitum napellus L.)[19][20]: Die etwa vier Unterarten[1] sind in Europa verbreitet.
- Aconitum nasutum Fisch. ex Rchb.
- Aconitum naviculare (Brühl) Stapf: Sie ist in Sikkim, Bhutan und südlichen Tibet verbreitet.[2]
- Aconitum nemorum Popov: Sie ist in Zentralasien, beispielsweise im chinesischen Xinjiang verbreitet.[2]
- Aconitum neosachalinense H.Lév.
- Aconitum neotortuosum Nakai
- Aconitum nevadense Uechtr. ex Gáyer: Sie kommt in den Pyrenäen und in der Sierra Nevada vor.[1]
- Aconitum nielamuense W.T.Wang: Es ist ein Endemit im Nyalam Xian im südlichen Tibet.[2]
- Aconitum ningwuense W.T.Wang: Es ist ein Endemit im Ningwu Xian in Shanxi.[2]
- Aconitum nipponicum Nakai
- Aconitum noveboracense A.Gray ex Coville
- Aconitum novoluridum Munz: Sie ist in Sikkim, Bhutan, Nepal und südöstlichen Tibet verbreitet.[2]
- Aconitum nutantiflorum P.K.Chang ex W.T.Wang: Es ist ein Endemit im Zayü Xian im südöstlichen Tibet.[2]
- Aconitum ochotense Rchb.
- Aconitum okuyamae Nakai
- Aconitum orientale Mill.: Sie ist vom Kaukasusraum über die Türkei bis zum Iran verbreitet.
- Aconitum orochryseum Stapf
- Aconitum ouvrardianum Hand.-Mazz.: Die seit 2004 drei Varietäten kommen im Zayü Xian im südöstlichen Tibet und in Yunnan vor.[2]
- Aconitum palmatum D.Don
- Aconitum paniculigerum Nakai: Es gibt zwei Varietäten. Sie kommen in Korea, im nordöstlichen Hebei, im östlichen Jilin und im südöstlichen Liaoning vor.[2]
  - Aconitum paniculigerum Nakai var. paniculigerum: Sie ist in Korea und in den chinesischen Provinzen östliches Jilin sowie südöstliches Liaoning verbreitet.
  - Aconitum paniculigerum var. wulingense (Nakai) W.T.Wang (Syn.: Aconitum wulingense Nakai, Aconitum kusnezoffii var. wulingense (Nakai) W.T.Wang, Aconitum tokii Nakai): Sie kommt nur im nordöstlichen Hebei vor.[2]
- Aconitum paradoxum Rchb.
- Aconitum parcifolium Q.E.Yang & Z.D.Fang: Es ist ein Endemit im Weixi Lisu Zu Zizhixian im nordwestlichen Yunnan.[2]
- Aconitum paskoi Vorosch.
- Aconitum pavlovae Vorosch.
- Aconitum pendulicarpum P.K.Chang ex W.T.Wang: Die zwei Varietäten kommen im südöstlichen Tibet und nordwestlichen Yunnan vor.[2]
- Aconitum pendulum N.Busch (Syn.: Aconitum szechenyianum Gáyer): Sie ist im südlichen Gansu, westlichen Henan, Qinghai, südlichen Shanxi, westlichen Sichuan, nordwestlichen Yunnan sowie in Tibet verbreitet.[2]
- Aconitum pentheri Hayek: Sie kommt auf der Balkanhalbinsel vor.[1]
- Aconitum phyllostegium Hand.-Mazz.: Die zwei Varietäten sind Endemiten im Muli Zang Zu Zizhixian im südwestlichen Sichuan.[2]
- Aconitum piepunense Hand.-Mazz.: Die zwei Varietäten sind Endemiten im Zhongdian Xian im nordwestlichen Yunnan.[2]
- Raustieliger Eisenhut (Aconitum pilipes (Rchb.) Gáyer): Sie gedeiht in den Alpen.[1]
- Aconitum pilopetalum W.T.Wang & L.Q.Li: Es ist ein Endemit im Yajiang Xian im westlichen Sichuan.[2]
- Faltenstirniger Eisenhut, Klaffender Eisenhut oder Sudeten-Eisenhut (Aconitum plicatum Köhler ex Rchb.)[19]: Es gibt etwa zwei Unterarten.[1] Sie kommt in Österreich, in den Sudeten, im Erzgebirge, Fichtelgebirge und Bayerischen Wald vor.
- Aconitum polyanthum (Finet & Gagnep.) Hand.-Mazz.: Es gibt zwei Varietäten:[2]
  - Aconitum polyanthum (Finet & Gagnepain) Hand.-Mazz. var. polyanthum: Sie kommt nur im westlichen Sichuan vor.[2]
  - Aconitum polyanthum var. puberulum W.T.Wang: Es ist ein Endemit im Dêngqên Xian im östlichen Tibet.[2]
- Aconitum poluninii Lauener
- Aconitum polycarpum P.K.Chang ex W.T.Wang: Es ist ein Endemit im Bijiang Xian im nordwestlichen Yunnan.[2]
- Aconitum polyschistum Hand.-Mazz.: Sie kommt nur im nordwestlichen bis westlichen Sichuan vor.[2]
- Aconitum pomeense W.T.Wang: Es ist ein Endemit im Bomi Xian im östlichen Tibet.[2]
- Aconitum popovii Steinb. & Schischk. ex Siplivinskii
- Aconitum potaninii Kom.: Sie kommt nur im westlichen Sichuan vor.[2]
- Aconitum productum Rchb.
- Aconitum proliferum Nakai
- Aconitum prominens Lauener: Sie kommt nur im östlichen Tibet vor.[2]
- Aconitum pseudobrunneum W.T.Wang: Es ist ein Endemit im Xiangcheng Xian im westlichen Sichuan.[2]
- Aconitum pseudodivaricatum W.T.Wang: Es ist ein Endemit im Bomi Xian im östlichen Tibet.[2]
- Aconitum pseudogeniculatum W.T.Wang: Die zwei Varietäten sind Endemiten im westlichen Sichuan.[2]
- Aconitum pseudohuiliense Chang ex W.T.Wang: Es ist ein Endemit im Leibo Xian in Sichuan.[2]
- Aconitum pseudokongboense W.T.Wang & L.Q.Li: Es ist ein Endemit im Gongbo’gyamda Xian in Tibet.[2]
- Aconitum pseudokusnezowii Vorosch.
- Aconitum pseudolaeve Nakai
- Aconitum pseudoproliferum Nakai
- Aconitum pseudosessiliflorum Lauener
- Aconitum pseudostapfianum W.T.Wang (Syn.: Aconitum tuguancunense Q.E.Yang): Es ist ein Endemit im Lijiang Naxi Zu Zizhi Xian im nordwestlichen Yunnan.[2]
- Aconitum pterocaule Koidz.
- Aconitum pteropus Nakai
- Aconitum puchonroenicum Uyeki & Sakata
- Aconitum pukeense W.T.Wang: Es gibt zwei Varietäten in Sichuan sowie nordöstlichen Yunnan.[2]
- Aconitum pulchellum Hand.-Mazz.: Es gibt drei Varietäten.[2]
- Aconitum pycnanthum W.T.Wang: Es ist ein Endemit im Muli Zang Zu Zizhi Xian im südwestlichen Sichuan.[2]
- Aconitum quelpaertense Nakai
- Aconitum qinghaiense Kadota: Sie kommt im südöstlichen Tibet, südwestlichen Gansu sowie südöstlichen Qinghai vor.[2]
- Aconitum racemulosum Franch.: Es gibt zwei Varietäten in den chinesischen Provinzen Guizhou, westliches Hubei, Sichuan sowie nordöstliches Yunnan.[2]
- Aconitum raddeanum Regel: Sie gedeiht auf Bergen in Russlands Fernem Osten und in Yichun Shi in Heilongjiang sowie im Dunhua Xian in Jilin.[2]
- Aconitum ramulosum W.T.Wang: Es ist ein Endemit im Zhongdian Xian im nordwestlichen Yunnan.[2]
- Aconitum ranunculoides Turcz.: Sie gedeiht auf Grasländern in Russlands Fernem Osten, Sibirien sowie in Ergun Zuoqi in der Inneren Mongolei.[2]
- Aconitum reclinatum A.Gray (Syn.: Aconitum vaccarum Rydb.): Sie ist in den östlichen US-Bundesstaaten südwestliches Pennsylvania, östliches West Virginia, westliches North Carolina, nördliches bis westliches Virginia verbreitet.[10][3]
- Aconitum refracticarpum P.K.Chang ex W.T.Wang: Es ist ein Endemit im Bijiang Xian im nordwestlichen Yunnan.[2]
- Aconitum refractum (Finet & Gagnep.) Hand.-Mazz. (Syn.: Aconitum napellus var. refractum Finet & Gagnep., Aconitum angustisegmentum W.T.Wang): Sie gedeiht an grasigen Hängen in Karub in Tibet sowie im westlichen Sichuan.[2]
- Aconitum rhombifolium F.H.Chen: Die zwei Varietäten kommen nur in Sichuan vor.[2]
- Aconitum richardsonianum Lauener: Die zwei Varietäten kommen nur im östlichen Tibet vor.[2]
- Aconitum rilongense Kadota: Es ist ein Endemit im Xiaojin Xian in zentralen Sichuan.[2]
- Aconitum rockii H.R.Fletcher & Lauener: Die zwei Varietäten kommen nur im nordwestlichen Yunnan vor.[2]
- Aconitum rotundifolium Kar. & Kir. (Syn.: Aconitum napellus var. rotundifolium (Kar. & Kir.) Hook. f. & Thomson): Sie ist in Zentralasien, beispielsweise im Tien Shan, Dzungaria, Xinjiang bis in den westlichen Himalaja sowie pakistanischen Chitral verbreitet.[2][22]
- Aconitum rubicundum Fisch. ex Steud.
- Aconitum sachalinense F.Schmidt
- Aconitum saitoanum Ohwi
- Aconitum sajanense Kuminova
- Aconitum saxatile Vorosch. & Vorob.
- Aconitum scaposum Franch.: Die drei Varietäten sind in Bhutan, Nepal, nördliches Myanmar und in den chinesischen Provinzen südliches Gansu, Guizhou, südwestliches Henan, Hubei, nördliches Hunan, Jiangxi, südliches Shaanxi, Sichuan, nördliches bis nordöstliches Yunnan verbreitet.[2]
- Aconitum sczukinii Turcz.: Sie ist in Russlands Fernem Osten und in den chinesischen Provinzen Heilongjiang, Jilin sowie Liaoning verbreitet.[2]
- Aconitum secundiflorum W.T.Wang: Es ist ein Endemit im Maowen Qiang Zu Zizhi Xian in Sichuan.[2]
- Aconitum senanense Nakai
- Aconitum seoulense Nakai
- Aconitum septentrionale Koelle: Sie ist in Europa, Sibirien, in der Mongolei und in den chinesischen Provinzen Heilongjiang sowie nordwestliches Liaoning verbreitet.[2]
- Aconitum seravschanicum Steinb.
- Aconitum sessiliflorum (Finet & Gagnep.) Hand.-Mazz. (Syn.: Aconitum napellus var. sessiliflorum Finet & Gagnep., Aconitum rotundifolium var. sessiliflorum (Finet & Gagnep.) Rapaics): Sie kommt im westlichen Sichuan und vielleicht in Yunnan vor.[2]
- Aconitum shennongjiaense Q.Gao & Q.E.Yang: Sie wurde 2009 aus dem Shennongjia Naturschutzgebiet in Hubei erstbeschrieben.[2]
- Aconitum shensiense W.T.Wang: Es ist ein Endemit im Zhouzhi Xian in Shaanxi.[2]
- Aconitum sherriffii Lauener
- Aconitum shimianense W.T.Wang: Es ist ein Endemit im Shimian Xian in Sichuan.[2]
- Aconitum sichotense Kom.
- Aconitum sinchiangense W.T.Wang: Sie kommt in Xinjiang vor.[2]
- Aconitum sinoaxillare W.T.Wang: Es ist ein Endemit im Bomi Xian im östlichen Tibet.[2]
- Aconitum sinomontanum Nakai: Die drei Varietäten sind in China weitverbreitet.[2]
- Aconitum smirnovii Steinb.: Sie ist in Zentralsibirien, in der Mongolei und Burqin Xian in Xinjiang verbreitet.[2]
- Aconitum smithii Ulbr. ex Hand.-Mazz.: Sie kommt in den chinesischen Provinzen westliches Hebei sowie Shanxi vor.[2]
- Aconitum soongaricum (Regel) Stapf: Sie kommt in Zentralasien, beispielsweise im Tien-Shan, in Dzungaria, Turkestan, Kaschmir und Xinjiang vor.[2][22]
- Aconitum souliei Finet & Gagnep.: Sie kommt nur im nordwestlichen Yunnan vor.[2]
- Aconitum soyaense Kadota
- Aconitum spathulatum W.T.Wang: Es ist ein Endemit im Heqing Xian in Yunnan.[2]
- Aconitum spicatum Stapf: Sie ist von Bhutan, Nepal, Sikkim bis ins südliche Tibet verbreitet.[2]
- Aconitum spiripetalum Hand.-Mazz.: Sie kommt nur im westlichen Sichuan vor.[2]
- Aconitum staintonii Lauener
- Aconitum stapfianum Hand.-Mazz.: Die zwei Varietäten kommen nur im nordwestlichen Yunnan vor.[2]
- Aconitum stenanthum Nakai
- Aconitum stoloniferum Vorosch.
- Aconitum stramineiflorum P.K.Chang ex W.T.Wang: Es ist ein Endemit im Weixi Lisu Zu Zizhi Xian im nordwestlichen Yunnan.[2]
- Aconitum stubendorffii Vorosch.
- Aconitum stylosoides W.T.Wang: Es ist ein Endemit im Daocheng Xian im westlichen Sichuan.[2]
- Aconitum stylosum Stapf: Die zwei Varietäten kommen südöstlichen Tibet sowie nordwestlichen Yunnan.
- Aconitum subglandulosum Khokhr.
- Aconitum subvillosum Vorosch.
- Aconitum sukaczevii Steinb.
- Aconitum superbum Fritsch[1]
- Aconitum sungpanense Hand.-Mazz.: Die drei Varietäten sind in China verbreitet.[2]
- Aconitum swatense Tamura
- Aconitum tabatae Tamura
- Aconitum taigicola Vorosch.
- Aconitum taipeicum Hand.-Mazz.: Sie kommt in den chinesischen Provinzen westliches Henan sowie südliches Shaanxi vor.[2]
- Aconitum talassicum Popov
- Aconitum tangense Marquand & Airy Shaw: Es ist ein Endemit im Yadong Xian im südlichen Tibet.[2]
- Aconitum tanguticum (Maxim.) Stapf: Die zwei Varietäten sind in China verbreitet.[2]
- Aconitum tanzybeicum Stepanov
- Aconitum tapeinocranum Rech. f.
- Aconitum taronense (Hand.-Mazz.) H.R.Fletcher & Lauener: Sie kommt nur im nordwestlichen Yunnan vor.[2]
- Aconitum tatsienense Finet & Gagnep.: Die zwei Varietäten kommen nur im westlichen Sichuan vor.[2]
- Tauern-Eisenhut (Aconitum tauricum Wulfen)[20]: Sie gedeiht in den Alpen.[1]
- Aconitum tenue Rydb.
- Aconitum tenuicaule W.T.Wang: Es ist ein Endemit im Dêqên Xian im nordwestlichen Yunnan.[2]
- Aconitum tongolense Ulbr.: Die zwei Varietäten sind im östlichen Tibet und südwestlichen bis westlichen Sichuan sowie im nordwestlichen Yunnan verbreitet.[2]
- Aconitum toxicum Rchb.: Sie kommt in den Karpaten, in Rumänien und auf der Balkanhalbinsel vor. Es gibt etwa drei Unterarten.[1]
- Aconitum transsectum Diels: Sie kommt im Yanyuan Xian im westlichen Sichuan und Lijiang Naxi Zu Zizhixian im nordwestlichen Yunnan vor.[2]
- Aconitum tsaii W.T.Wang: Die zwei Varietäten sind Endemiten im Bijiang Xian im nordwestlichen Yunnan.[2]
- Aconitum tsariense Lauener
- Aconitum tschangbaischanense S.H.Li & Y.H.Huang: Es ist ein Endemit in Changbai Shan in Jilin.[2]
- Aconitum turczaninowii Vorosch.
- Aconitum uchiyamai Nakai
- Aconitum umbrosum (Korsh.) Kom.: Sie ist in Russlands Fernen Osten, im nördlichen Korea und in den chinesischen Provinzen nördliches Hebei, Heilongjiang sowie Jilin verbreitet.[2]
- Aconitum uncinatum L.: Sie gedeiht in Höhenlagen von 200 bis 2000 Metern in den östlichen USA.[3]
- Bunter Eisenhut oder Gescheckter Eisenhut (Aconitum variegatum L.)[19][20]: Sie ist mit mehreren Unterarten von Europa über die Türkei bis zum Kaukasusraum und zur Ukraine verbreitet.[1]
- Aconitum validinerve W.T.Wang: Es ist ein Endemit im Muli Zang Zu Zizhi Xian im südwestlichen Sichuan.[2]
- Aconitum villosum Rchb.: Die zwei Varietäten sind in Sibirien, Korea, der Mongolei und im östlichen Jilin verbreitet.[2]
- Aconitum vilmorinianum Kom.: Die zwei Varietäten sind in den chinesischen Provinzen westliches Guizhou, südwestliches Sichuan und zentrales bis nördliches Yunnan verbreitet.[2]
- Aconitum vilmorinii Kom.
- Aconitum violaceum Jacquem. ex Stapf: Es gibt je nach Autor etwa zwei Varietäten:[22]
  - Aconitum violaceum Jacquem. ex Stapf var. violaceum (Syn.: Aconitum multifidum Koch ex Rchb. Aconitum violaceum var. multifidum (Royle) Qureshi & Chaudhri): Sie kommt im Himalaja von Nepal über Kaschmir bis zum pakistanischen Hazara vor.[22]
  - Aconitum violaceum var. weileri (Gilli) Riedl (Syn.: Aconitum weileri Gilli): Sie ist nur vom Typusfundort Baltistan: Skoro La - Nangbrok, in einer Höhenlage von etwa 4300 Metern im Karakorum bekannt.[22]
- Aconitum vitosanum Gáyer: Sie kommt auf der Balkanhalbinsel und im nördlichen Italien vor.[1]
- Aconitum vivantii Rottensteiner (Syn.: Aconitum variegatum subsp. pyrenaicum Vivant & Delay): Sie hat seit 2021 der Rang einer Art. Dieser Endemit kommt nur in den Pyrenäen im spanischen Navarra, Guipúzcoa vor.[1]
- Windender Eisenhut (Aconitum volubile Pall. ex Koelle): Die zwei Varietäten sind in Sibirien, der Mongolei und in den chinesischen Provinzen Heilongjiang, Jilin sowie Liaoning verbreitet.[2]
- Aconitum wardii H.R.Fletcher & Lauener: Die zwei Varietäten kommen im westlichen Sichuan und nordwestlichen Yunnan (Dêqên Xian, Zhongdian Xian) vor.[2]
- Aconitum weixiense W.T.Wang: Es ist ein Endemit im Weixi Lisu Zu Zizhi Xian im nordwestlichen Yunnan.[2]
- Aconitum williamsii Lauener
- Aconitum wolongense W.T.Wang: Es ist ein Endemit im Wenchuan Xian in Sichuan.[2]
- Aconitum woroschilowii Luferov: Sie wurde 1990 von der Halbinsel Kamtschatka erstbeschrieben.
- Aconitum wuchagouense Y.Z.Zhao: Es ist ein Endemit in Hinggan Méng in der Inneren Mongolei.[2]
- Aconitum xiangchengense W.T.Wang: Es ist ein Endemit im Kreis Qagchêng im autonomen Bezirk Garzê der Tibeter im westlichen Sichuan.[2]
- Aconitum yachiangense W.T.Wang: Es ist ein Endemit im Yajiang Xian im westlichen Sichuan.[2]
- Aconitum yangii W.T.Wang & L.Q.Li: Die zwei Varietäten sind Endemiten im Zhongdian Xian im nordwestlichen Yunnan.[2]
- Aconitum yanyuanense W.T.Wang & L.Q.Li: Es ist ein Endemit im Yanyuan Xian in Sichuan.[2]
- Aconitum yinschanicum Y.Z.Zhao: Es ist ein Endemit in Liangcheng Xian in der südlichen Inneren Mongolei.[2]
- Aconitum yunlingense Q.E.Yang & Z.D.Fang: Dieser Endemit gedeiht auf alpinen Matten in Höhenlagen von etwa 4100 Metern nur im Weixi Lisu Zu Zizhixian im nordwestlichen Yunnan.[2]
- Aconitum yuparense Takeda: Die zwei Varietäten sind Endemiten im japanischen Hokkaido.
- Aconitum zhaojiueense W.T.Wang & P.K.Hsiao: Dieser Endemit gedeiht in Höhenlagen von etwa 2200 Metern nur im Zhaojue Xian in Sichuan.[2]
- Aconitum zigzag H.Lév. & Vaniot: Sie kommt in Japan vor.

## Historische Literatur
- Köhler’s Medizinal-Pflanzen. Band I, No 72. Gera 1887. Digitalisat
- Paul Wagler: Ἀκόνιτον. In: Paulys Realencyclopädie der classischen Altertumswissenschaft (RE). Band I,1, Stuttgart 1893, Sp. 1178–1183.